# تاريخ بنما

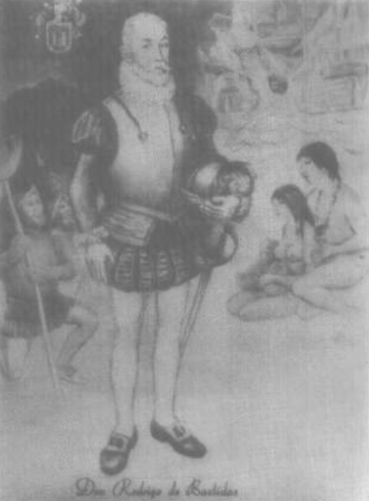
رودريغو دي باستيداس

بنما أو رسمياً جمهورية بنما ((بالإسبانية: República de Panamá)‏؛ تلفظ بالإسبانية: ‎/re̞ˈpuβ̞lika ð̞e̞ panaˈma/‏) هي إحدى دول وسط أمريكا الجنوبية، مساحتها 78200 كم مربع، يحدها من الشمال البحر الكاريبي والمحيط الأطلسي ومن الجنوب المحيط الهادئ ومن جهة الجنوب الشرقي كولومبيا ومن جهة الشمال الغربي كوستاريكا. تقع على جزء من اليابسة التي تربط بين أمريكا الشمالية وأمريكا الجنوبية والتي يبلغ طولها 770 كم على المحيط الأطلسي و417 كم على المحيط الهادئ، كَما تُعتبر بنما دولة طولية الشكل حيث أن عرضها يتراوح بين 80 كم و190 كم، وَمِن أهم معالمها قناة بنما. لغة البلاد الرسمية هي الإسبانية وتستخدم اللغة الإنجليزية كلغة ثانوية. عملتها بالبوا وتعادل دولار أمريكي.
تعتبر بنما مركزَ أعمال دوليًا مهمًّا، وذلك بسبب موقعها الجغرافي الإستراتيجي. بالإضافة إلى أن لبنما أكبر اقتصاد في منطقة أمريكا الوسطى وذلك قبل غواتيمالا، كوستاريكا والسلفادور. ويُعدّ اقتصاد بنما الاقتصادَ الأسرعَ نمواً والأكبر من ناحية دخل الفرد في أمريكا الوسطى.
كانت أراضي بنما قبل وصول الأوروبيين إليها مأهولة من شعوب التشبتشا الذين يتكلمون اللغات التشبتشية وهي جزء من مجموعة لغات البرزخ. تشكلت هذه الشعوب إلى مجموعات متنوعة وأدى ذلك إلى عدم تكوين وحدة سياسية موحدة. يعد كريستوفر كولومبوس أول مستكشف أوروبي يصل إلى الأراضي الأمريكية وذلك في رحلته الثالثة، ولكنه ليس أول من يصل إلى أراضي بنما بل رودريغو دي باستيداس، ذو الأصول الإشبيلية.
وقد اعتُقِلَ كريستوفر كولومبوس في رحلته الثالثة وألغى الملوك الكاثوليك حق التصرف المطلق بالمؤسسة لجنوة، اتفاقيات سانتا في، ولهذا السبب طالب باستيداس برخصة للاستكشاف. وفي عام 1501، اجتاز الإشبيلي سواحل فنزويلا والسواحل الشمالية لكولومبيا إلى خليج أورابا، ثُمّ وصل إلى محاذاة ساحل برزخ بنما ووصل تقريبا إلى الموقع الحالي لقناة بنما.
لم يؤسس المستكشفون الأوروبيون أي قرية ولم يتوغلوا داخل الأراضي أثناء هذه الرحلة. وجمع باستيداس عن طرق المقايضة كلا من الذهب والأشجار البرازيلية، التي تتميز بخشبها القيم وكمصدر للصبغة. وعلى خلاف الغزاة الآخرين، سعى باستيداس إلى التجارة دون نهب الثروات أو استعباد السكان الأصليين. وقد هاجم حيوان رخو سفن باستيداس يطلق عليه دودة الخشب ويبلغ طوله 20 سم، تعمل الدودة على التهام الأخشاب كهياكل القوارب والمرافئ. أدى ذلك إلى غرق العديد من السفن في الطريق إلى جزيرة هسبانيولا وفقد جزء كبير من الثروات.
فور الوصول إلى تلك الأراضي، قام حاكم الجزيرة فرانسيسكو دي بوباديلا بمقاضاة باستيداس بسبب انتهاك حظر الصعود على الجزيرة. فقد كان ملتزما في عقده مع التاج الإسباني بهذا وبعدم التفاوض مع السكان الأصليين وخرق كلاهما. ثم أرسله بوياديلا إلى إسبانيا ليكمل محاكمته. وهناك تمت تبرئته وتسليمه معاش تقاعدي مدى الحياة على الثروات المستخرجة من خليج أورابا.
قام باستيداس برحلات استكشافية أخرى في 1525، وأسس سان مارتا في أراضي كولومبيا الحالية، وهي أول مستوطنة دائمة في المنطقة. وبصفته حاكما لهذه المدينة، واجه تمردا بسبب موقفه مع الشعوب الأصلية والتجارة معهم بدلا من نهب ثرواتهم. واتجه إلى هسبانيولا لكي يتعافى من جروحه، لكن الرياح حملته إلى كوبا حيث مات في نهاية المطاف عام 1527.
وصل كريستوفر كولومبوس إلى ساحل المحيط الأطلسي للبرزخ حيث مقاطعات بوكاس ديل تورو وفيراغواس الحالية يوم 10 من شهر أكتوبر عام 1502 أثناء رحلته الرابعة. وفي اليوم الثاني من شهر نوفمبر لنفس العام وصل إلى خليج رائع في مقاطعة كولون حاليا التي سماها على اسم بورتوبيلو.

## تأسيس سانتا ماريا لا أنتيغوا ديل داريين

خريطة الكيانات الإقليمية المختلفة التي كانت موجودة في بنما وبقية أمريكا الوسطى في القرن السادس عشر قبل وصول الإسبان.

سانتا ماريا لا أنتيغوا دل داريين هي أول مدينة يؤسسها الإسبان على أراضي القارة الأمريكية، تقع في داريين على الحدود الحالية بين كولومبيا وبنما.
أسسها القائد باسكو نونييث دي بالبوا عام 1510 في أراضي كاسيك ثيماكو، ولقي مقاومة قوية من السكان الأصليين للمنطقة. فعرض الإسبان أنه عند الخروج منتصرين من المعركة سيقدمون اسم العذراء القديمة المبجلة باشبيلية للسكان، وهُزم ثيماكو في شهر سبتمبر 1510، ووفاء بالعهد الذي قطعوه اطلقوا على المدينة اسم سانتا ماريا لا أنتيغوا ديل داريين.
تشكلت حكومة بلدية وأصبح فيها أول مجلس مفتوح في القارة الأمريكية لاجتماع السكان، وتولي بالبوا منصب عمدة المدينة، وقد بنيت أول كنيسة في الأراضي السكنية لثيماكو وكانت مقر الأسقفية الأول في القارة.
منذ تأسيس بنما بواسطة الفاتح بيدروآرياس دافيلا في 1519 وسانتا ماريا لا أنتيغوا هي عاصمة كاستيا دي أورو، فقد أمر دافيلا بنقل العاصمة والأشخاص والماشية والذخيرة إلى مدينة بنما الجديدة على شواطئ بحر الجنوب أو المحيط الهادئ. وبعد بضع سنين تعرضت مدينة سانتا ماريا لا أنتيغوا للحرق من قبل السكان الأصليين في 1524 وأصبحت مهجورة.

### اكتشاف بحر الجنوب

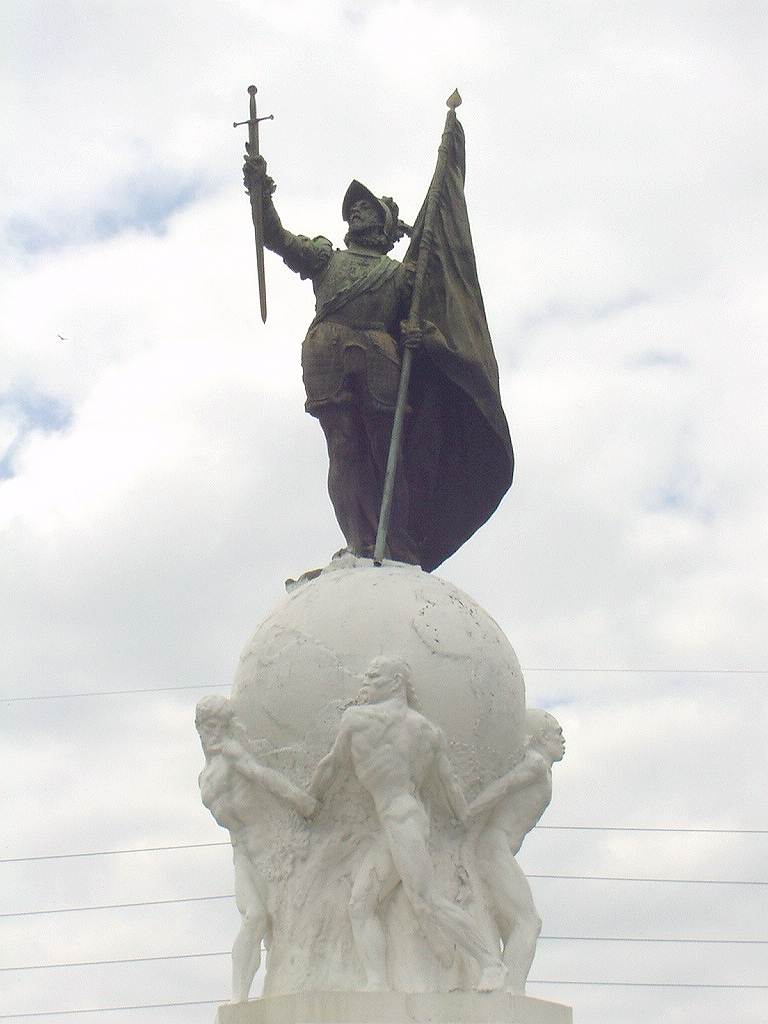
تمثال باسكو نونييث دي بالبوا ببنما.

بدأ القائد باسكو نونييث دي بالبوا غزو أراضي زعماء قبائل كاريتا وبونكا وكوماجري، حيث سمع بوجود بحر آخر عن طريق بانكياكو، الابن الأكبر لكومارجي، وقد حكى له عن وجود مملكة في الجنوب سكانها أغنياء جدا يستخدمون أدوات الطعام والشراب وأواني الطهي من الذهب والفضة.

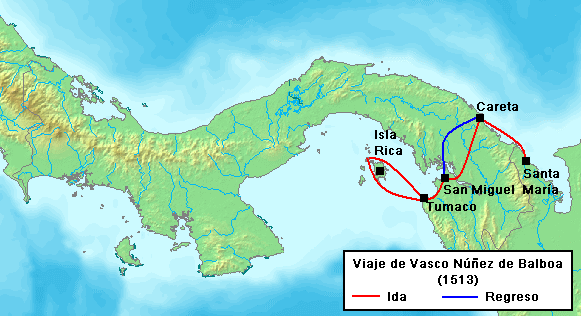
رحلة باسكو نونييث دي بالبوا عام 1513.

أخذ باسكو نونييث دي بالبوا خبر وجود بحر جديد مليئ بالثروات على محمل الجد، ونظم حملة استكشافية انطلقت من سانتا ماريا لا أنتيغوا في 1 من شهر سبتمبر 1513. وفي يوم 25 من الشهر نفسه ترأس نونييث دي بالبوا باقي الحملة وتوغل في جبال نهر تشوكونكي، وقبل ظهر اليوم نجح في الوصول لقمة الجبل حيث تمكن من رؤية مياه البحر الجديد في الأفق.
عندما وصلت الحملة الاستكشافية إلى الشواطئ، رفع بالبوا يديه ممسكا في إحداهما سيفه وفي الأخرى راية مريم العذراء، ودخل في البحر حتى وصلت المياه إلى مستوى ركبتيه، واستولي باسم ملوك قشتالة على بحر الجنوب. أطلق بالبوا على الخليج الذي وصلت إليه الحملة اسمَ سان ميغيل لأنه اُكتُشِف في يوم الملاك سان ميغيل 29 سبتمبر. أما البحر الجديد فسماه بحر الجنوب لأن الطريق إلى اكتشاف البرزخ كان باتجاه الجنوب. ويعتبر هذا الاكتشاف الأهم بعد اكتشاف أمريكا.
يطلق اسم نونييث دي بالبوا حاليا في بنما على الحدائق العامة والطرق، وشُيد نصب تذكاري مثير للإعجاب قبالة سواحل مدينة بنما تخليدا لذكراه وذكرى إنجاز اكتشاف بحر الجنوب. وتكريما له سُميت العملة الرسمية في جمهورية بنما باسمه وظهر وجهه على الوجه الآخر لبعض القطع النقدية، ويطلق اسم بالبوا على كلا من الميناء الرئيسي لقناة بنما في المحيط الهادئ والمنطقة التي تشمل جزر اللؤلؤ. بالإضافة إلى أن أعلى جائزة تمنحها جمهورية بنما للأشخاص المتميزين تحمل اسم بالبوا وهي بدرجات مختلفة.

### تأسيس مدينة بنما
أسس بيدرو آرياس دافيلا مدينة بنما في يوم 15 من شهر أغسطس 1519، وهي أول مدينة إسبانية على سواحل بحر الجنوب أو المحيط الهادئ، ولا تزال هذه الأراضي القديمة موجودة كمدينة حتى الوقت الحالي، أدى تأسيسها إلى استبدال المدن الأخيرة مثل سانتا ماريا القديمة وألكلا، وأصبحت عاصمة لقشتالة الذهبية حيث منحها كارلوس الخامس ملك إسبانيا بموجب المرسوم الملكي لقب مدينة ودرع للجيش.
تحولت مدينة بنما إلى نقطة انطلاق لغزو بيرو، كما أصبحت طريق لعبور حمولات الذهب والثروات من جميع أنحاء ساحل المحيط الهادئ لقارة أمريكا والتي يتم إرساله إلى إسبانيا.
أمر القائد العام دون خوان بيريز دي جوزمان بإخلاء المدينة كإجراء لتأمين السكان والممتلكات ونشر مستودعات البارود، مما أدى إلى حريق ضخم دمر المدينة تماما. ما زالت أطلال المدينة القديمة قائمة بما فيها برج الكتدرائية، وهي منطقة جذب سياحي تُعرف بمجموعة المعالم التاريخية القديمة في بنما وتعتبر من التراث العالمي. أُعيد بناء مدينة بنما في 1673 في موقع جديد على بعد 2 كم جنوب غرب موقعها الأصلي عند سفح تل أنكون والمعروف حاليا باسم الكاسكو بييخو أو الحي القديم للمدينة.
أصبحت مدينة بنما عاصمة لكاستيا دي أورو، ومدينة الدوكادو دي فيراغواس عاصمة للمنطقة التابعة للبرزخ. وهذا بعد استقلال بنما من إسبانيا واتحادها مع سيمون بوليفار مؤسس كولومبيا الكبري عام 1821. وقد قضى الاتحاد مع كولومبيا على نوايا الحكم الذاتي حيث أن كولومبيا لم توافق عليه أبدا. وحاولت بنما الانفصال عن كولومبيا خلال الأعوام 1830 و1831 و1832، لكن كان يتم إعادة توحيد الأراضي بسبب الأسلحة ومقاومة المحرر الأول، سيمون بوليفار. ثم حدث في كولومبيا ستة حروب أهلية خلال القرن التاسع عشر، وانفصلت بنما في منتصف القرن أثناء إحدى هذه الحروب الأهلية عام 1840، واعتمدت اسم دولة البرزخ لمدة سنة واحدة.
تحول البرزخ مرة أخرى إلى طريق لعبور المسافرين إلى الساحل الغربي لأمريكا الشمالية، وعادت المدينة إلى قمة ازدهارها التجاري بسبب حمى البحث عن الذهب في كاليفورنيا عام 1848. بدأ تنفيذ مشروع السكة الحديدية في بنما عام 1855، حيث يمر أول خط عبر المحيط الهادئ من مدينة بنما حتى الساحل الأطلسي للبرزخ. اشتعلت ثورة شعبية أخرى في 1868، وأخيرا اجتمع مجلس الشيوخ الكولومبي في الكونغرس في 12 أغسطس 1903، ثم نتج عن الاجتماع رفض معاهدة هيران-هاي لبناء قناة بنما بواسطة الولايات المتحدة، لأن ذلك يهدد السيادة الكولومبية. كان السبب الحقيقي للرفض هو إسقاط امتيازات الشركة الفرنسية على القناة وبالفعل تم التخلص منها في فبراير 1904، فبالتالي استولت كولومبيا على ملكية القناة ضمن ممتلكاتها. وقد نص إعادة التفاوض على المعاهدة بأن 40 مليون دولار سيذهب لصالح الشركة، تذهب الآن لكولومبيا. اجتمع الشعب البنمي مكونا تنظيم، أعلنوا فيه انفصالهم في 3 نوفمبر 1903 واعترفت الولايات المتحدة بالدولة الجديدة خلال ثلاثة أيام. واستخدمت الجيش لمنع كولومبيا من استعادة السلطة المركزية.

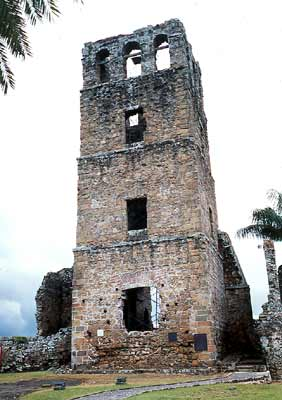
بلدة السيدة العذراء القديمة في بنما.

أعلنت جمهورية بنما الانفصال عن كولومبيا في 1903، وأصبحت مدينة بنما هي عاصمة الأمة البنمية الجديدة. تحسنت البنية التحتية للمدينة مع عمال بناء قناة بنما وظهر ذلك في مجالات الصحة والقضاء على الحمى الصفراء والملاريا وإعادة بناء الشوارع وشبكات الصرف الصحي بالإضافة إلى إدخال أول نظام لتوزيع المياة الصالحة للشرب.
أدى بناء قواعد عسكرية ووجود أعداد كبيرة من الجيش الأمريكي والمدنيين الأمريكان خلال الحرب العالمية الثانية إلى جلب مستويات جديدة من الرخاء التجاري في المدينة. في نفس الوقت امتلك الألمان النازيون نقطة هجوم خاصة لقناة بنما، حيث تم العثور على قواعد جوية نازية وجهتها إلى القناة، بالإضافة إلى العثور على غواصات تحت مياه القناة تنتمي للسفن الحربية الأمريكية.
أصبحت مدينة بنما واحدة من أقوى المراكز المصرفية في العالم بالتكافؤ مع مدينة نيويورك، وأقوى مركز تمويل وتأمين في جميع أنحاء أمريكا اللاتينية. وكان الهدف من الغزو الأمريكي هو القبض على الجنرال مانويل أنطونيو نورييغا قائد قوات الدفاع والديكتاتور العسكري السابق لجمهورية بنما، والذي تتهمه المحاكم الأمريكية بتهمة المتاجرة بالمخدرات. ونتيجة لهذا العمل العسكري تدمر حي تشوريّو، الذي يتواجد فيه قيادة قوات الدفاع البنمية بشكل كبير.
تضم مدينة بنما في الوقت الحالي منطقتي بنما وسان ميجيل بشكل أساسي، فضلاً عن غيرهما من المناطق والبلدات المجاورة. يبلغ عدد سكانها 1.2 مليون نسمة، وهي واحدة من المدن الأكثر تقدماً وعالمية في القارة الأمريكية. تتميز بوجود أعداد كبيرة من مناطق الجذب السياحي كالفنادق والمطاعم ذات المستوى العالمي والكازينوهات ومراكز التسوق أو المولات العالمية والملاهي الليلة والنوادي الترفيهية، وأيضاً هي مركز للأعمال المصرفية العالمية ومركز للتأمين وإعادة التامين، وفيها مباني مذهلة وناطحات سحاب يعتبر بعضها من أطول المباني في أمريكا اللاتينية والعالم. بينما أصبح التطور الضخم في الملاحة البحرية وفي أسواق البورصة بالأخص الماس والمعاملات العقارية بداية قوة القرن الحادي والعشرين، وجعل من بنما وعاصمتها واحدة من أفضل الدول في المعيشة.

## فترة الاستعمار الإسبانية
أنشأ الفاتح الإسباني بيدرو آرياس دافيلا بلدة السيدة العذراء في بنما على ساحل المحيط الهادئ كاستجابة للتعليمات التي قدمها الملك فرناندو لإقامة مدن، وأصبحت مركزاً لأنشطة الاستكشاف والحصول على الثروات مع انطلاق البعثات نحو برزخ أمريكا الوسطى ونحو بيرو.

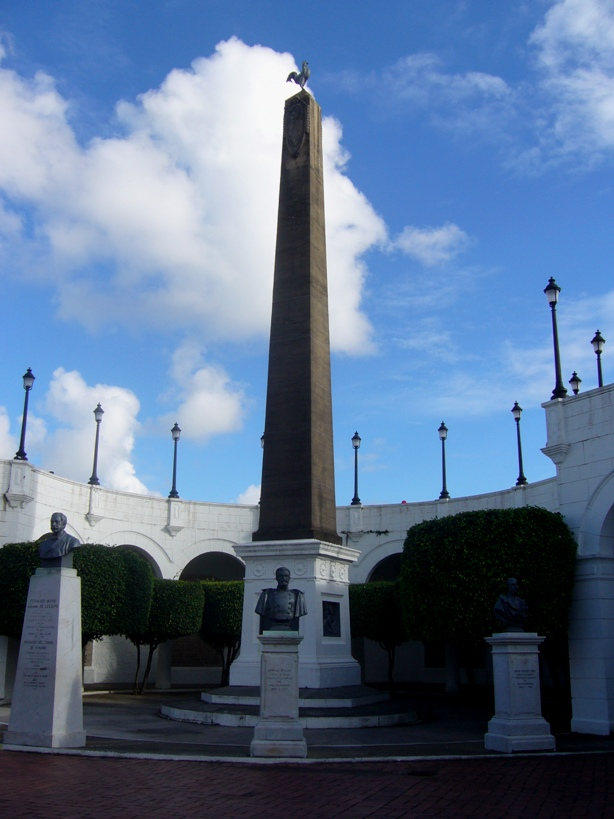
المدافن في بلازا دي فرانسيا.

تزامناً مع تأسيس بنما، أرسل بيدرو آرياس دافيلا نائباً له يدعي دييغو دي ألبيتيث إلى إعادة إعمار مدينة نومبري دي ديوس في المحيط الهادئ، وهي منطقة اكتشفها كريستوفر كولومبوس، واحتلها المستكشف الإسباني دييغو دي نيكويسا ببعض أكواخ القش في 1510. وتم إنشاء الطريق الملكي بين مينائين وهو على الأراضي التي تمر ببرزخ بنما لنقل البضائع والمعادن النفيسة بين المحيطين.
شرع الفاتح الإسباني جاسبار دي إسبينوزا وبرفقته الدليل خوان دي كاستانيدا وحملة استكشافية في زيارة أراضي زعماء قبائل باريس وإسكوريا وتشاجريس في 1519. أثناء ذلك تم اكتشاف الساحل الشمالي لبحر الجنوب من على متن سفن بالبوا وسان كريستوفر وسانتا ماريا دي بوينا إسبيرانزا. هبطت الحملة الاستكشافية في جزيرة بونتا بوريكا واستعد إسبينوزا للقيام برحلة العودة لبنما عن طريق البر، بينما استمر كاستانيدا في الإبحار نحو الشمال حتى وصل إلى خليج نيكويا في كوستا ريكا. وقد اعتقل إسبينوزا السكان الأصليين في طريقه للعودة بهدف نقلهم إلى بنما ليتم توزيعهم في طرود، وأسس بلدية ناتا في 1520 حيث الأراضي الخصبة التي تحولت بسرعة لمركز زراعي واصبحت على الحدود مع بيراجوا. ثم أعلن بيدرو آرياس دافيلا تأسيس بلدة ناتا رسميا في 20 مايو 1522، هاجم السكان الأصليين هذا القرار بقيادة زعيمهم العظيم أوراكا وهو من يلتف حوله شعوب مناطق الشيركي وفيراغواس، وقد كون معارضة ضد الزحف الإسباني على البلاد لما يقرب من عقد من الزمان، ومات الزعيم العظيم أوراكا في 1531.
رغب بيدرو آرياس دافيلا في العثور على مضيق بحري يربط بين كلا البحرين، فعزم على تنظيم سلسلة من البعثات الاستكشافية بقيادة خيل غونزاليس دافيلا وأندريس نينو، أبحر الاثنان وهبطا في كوستاريكا حاليا ثم في نيكاراجوا، وبفضل السكان الأصليين علموا بوجود بحيرتين كبيرتين هما نيكارجوا ومانجوا، واعتقدوا بالخطأ انهما مضيق بين البحرين.
نظم دافيلا بعثة استكشافية أخرى بقيادة فرانسيسكو إرنانديز دي كوردوبا وبرفقته جابرييل دي روخاس وفرانسيسكو كامبونيون وإيرناندو دي سوتو وانطلقوا في نهاية 1523 بمهمة تأسيس مستوطنات على امتداد جميع الأراضي المكتشفة من قِبل خيل غونزاليس دافيلا وأندريس نينو. زار إرنانديز دي كوردوبا جزءا من كوستاريكا وأسس بلدة بروكسل بجانب بونتاريناس الحالية على ضفاف بحيرة نيكاراغوا في 1524، كما أسس مدينة غرناطة في ناكاراجو وأقام بلدة ليون في شمال بحيرة ماناجوا.
أتم الفاتح الإسباني إرنان كورتيس غزو إمبراطورية الأزتيك في 1523، وأرسل كلا من المستكشف بيدرو دي ألفارادو إلى غواتيمالا والمستكشف كريستوفر دي أُوليد إلى هُندوراس حالياً رغبة في ايجاد ممر أو مضيق بين البحرين، وأدى ذلك إلى خلق حالة من المشاجرات مع بيدرو آرياس دافيلا.
أظهرت البعثات التي أرسلها بيدرو آرياس دافيلا من بنما وإرنان كورتيس من المكسيك في 1526 أن الطريق البحري الذي طال انتظاره لا وجود له في أمريكا الوسطى. في هذه الأثناء كان فرناندو ماجلان قد أتم ست سنوات منذ 28 نوفمبر 1520 حتى اكتشف مضيق ماجلان سكان بتاجونيا في أقصى جنوب القارة والذي يحمل نفس الاسم إلى الوقت الحالي.
فوّض بيدرو آرياس دافيلا البعثة الاستكشافية إلى فرانسيسكو بيزارو ودييغو دي ألماغرو والكاهن إرناندو دي لوكي في 20 مايو 1524 حيث تنطلق من بنما لغزو بيرو.

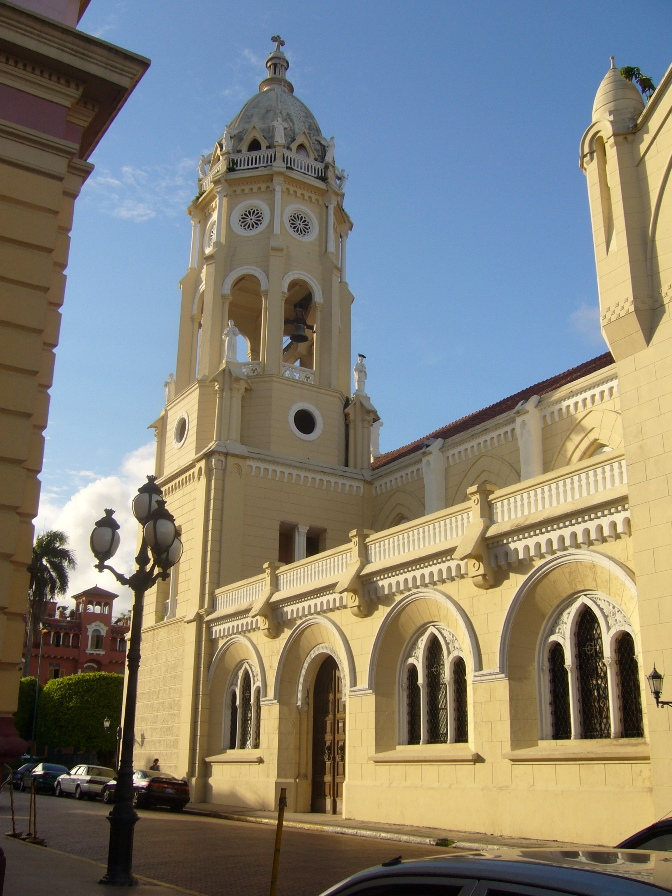
كنيسة سان فرانسيسكو دي أسيس في البلدة القديمة من مدينة بنما.

نتج عن عمليات الاستكشاف في أمريكا الوسطى افتقار المستوطنات الرئيسية للبرزخ من السكان. وذكر بيدرو ثيثا دي ليون هذا الوضع في وصف مدينة بنما عام 1535، حيث أشار إلى موت الفاتحين القدماء، بينما المستوطنين الجدد لم يفكروا في الإستيطان في بنما وقت أكثر من اللازم لكي يصبحوا أغنياء دون النظر إلى استعمار أو الاستقرار في البرزخ.
لم تعد بنما كونها مركز الاستكشافات والفتح وأصبحت موقع مرور المعادن الثمينة والمنتجات الأمريكية إلى أوروبا، في حين أن المركز التجاري للصناعات الأوروبية كانت الإمبراطورية الإسبانية تزود أسواق جزر الهند الغربية بها. لعبت الأراضي البنمية في عهد الاستعمار الإسباني دور المعبر خلال قرنين من الزمان تقريبا.
يعتبر الهدف الأساسي من أسواق الساحل الأطلسي على برزخ بنما هو تزويد الأسواق الهندية بالسلع الأوروبية وإرسال المعادن النفيسة المستخرجة من بيرو إلى إسبانيا، وبدأت أولا في مدينة نومبري دي ديوس في 1544، ثم مدينة بورتوبيلو انطلاقا من عام 1597. كشف هذا التبادل التجاري عن بيانات التوريد التي تشير إلى أن كل الذهب المستخرج من العالم الجديد ذهب إلى إسبانيا وأن 60% منه عبر برزخ بنما. عُقد آخر سوق في بورتوبيلوفي 1737.
كان يصعب عبور الطريق الملكي في فترة موسم المطر لذلك كان من الضروري التفكير في طريق جديد. وقد فُوضت بلدية بنما لبناء مستودع في بينتا كروز أوكروسيس على ضفاف نهر شاغريس على بعد سبعة أميال من مدينة بنما. وأمر فرانسيسكو دي توليد ونظرا لهذه الظروف المؤسفة ببناء طريق آخر يمر بمقاطعة كروسيس والتي تدعي كامينو دي كروسيس في 1569. وقد وُجد الموقع القديم لقرية كروسيس تحت مياه بحيرة جاتون في قناة بنما. أصبح نهر شاغريس للسلطات الإسبانية بمثابة إمكانية وجود جزء من طريق البرزخ قابل للملاحة، وتحقيقا لهذه الغاية كلف الحاكم بيدرو دي لوس ريوس هيرناندو دي لا سيرنا وميغيل دي لا كويستا وبيدرو كورسو لعمل استكشافات محددة في نهر شاغريس مناسبة لاستخدامها كطريق للوصل بين البحرين.
كان ألفارو دي سافيدرا ثيرون أول من اقترح بشق قناة عبر برزخ بنما، وقد كتب غاسبار دي إسبينوزا إلى الملك كارلوس الأول ملك إسبانيا في 1533، وقال له أن نهر شاغريس يمكن أن يكون قابل للملاحة وسيكون الطريق الأكثر فائدة في العالم وبتكلفة منخفضة جدا، مؤكدا أن القناة يمكن حفرها للملاحة. لذلك أمر التاج الإسباني القيام باستكشافات أخرى في نهر شاغريس خلال حكومات أنطونيو دي لا جاما وفرانسيسكو دي باريونويبو دون نتائج مشجعة.

### مجلس بنما الملكي
أنشئه الملك كارلوس الأول بموجب المرسوم الملكي في 26 فبراير 1538 وكان المجلس الثالث في القارة. ضم مقاطعات البر الرئيسي، كاستيا دي أورووبيراجوا، وكل الأراضي التي تتواجد من مضيق ماجلان إلى خليج فونسيكا، مقاطعات ريو دي بلاتا وتشيلي وحكومة قرطاجة وكولومبيا ونيكاراجوا.
أظهر العبيد السود من مقاطعة السنغال ومملكة الكونغو السابقة مقاومة كما كان يفعل الهنود من قبل، وقاموا بالانتفاضات والهجمات على مقاطعة كامينو دي كروسيس بالإضافة إلى وجود رموز تمثل السود منهم فيليبيو وبايانو. وقد جلب التعايش بين البيض الكريول والسود والهنود خليط من أجناس في البرزخ. كانت بنما هدفا لهجمات مستمرة من قبل القراصنة خلال القرنين السادس عشر والسابع عشر من هؤلاء القراصنة فرانسيس دريك وهنري مورغان، فضلا عن بعض المحاولات الأسكتلندية لاستعمار دارين، مشروع دارين، لتأسيس مستعمرة كاليدونيا الجديدة.
كانت الأساطيل تستخدم طريق كابو دي هورنوس في بحر الجنوب في 1746 على الرغم من طول المسافة إلا أنه كان الأكثر أمانا. وكان يسمح للسفن المقيدة استخدام ميناء بوينوس آيريس في 1753، وتم البدأ في فتح منافذ التجارة مع إسبانيا والهند تزامنا مع إصلاحات كارلوس الثالث في 1764، مما يعني انهيار اقتصادي للبرزخ. بالتالي يكتسب الريف أهمية اقتصادية وتضعف الحياة الحضرية.
حولت الحركات الانفصالية منطقة البرزخ إلى موقع مُصدر للجيوش الملكية، حيث ساء الوضع في إسبانيا وفي مستعمراتها وأدى ذلك إلى حروب انفصالية.
استقّلت 13 مستعمرة من مستعمرات إنجلترا عام 1776 خلال حرب الاستقلال الأمريكية وتكونت الولايات المتحدة الأمريكية. وقد ازدادت حركات الاستقلال من إسبانيا بواسطة جزء كبير من البنميين الذين دافعوا عن نظام الحريات التجارية والمدنية وعارضوا النظام الملكي. ثم أصبح برزخ بنما تابعا للتاج الإسباني في 1812، كرد على عمليات التهريب وإعادة تأسيس التجارة في البرزخ.
أضعف غزو نابليون لإسبانيا وانتصارات سيمون بوليفار في بوياكا قوة التاج الإسباني في أمريكا وأفقر التجارة في البرزخ عام 1815. حينئذ وصلت رسالة إلى سيمون بوليفار من جامايكا يتحدث عن رابطة تجمع دول برزخ بنما إلى غواتيمالا في أمة واحدة، وقد لقت اعجاب البنميين.

### استقلال بنما عن إسبانيا

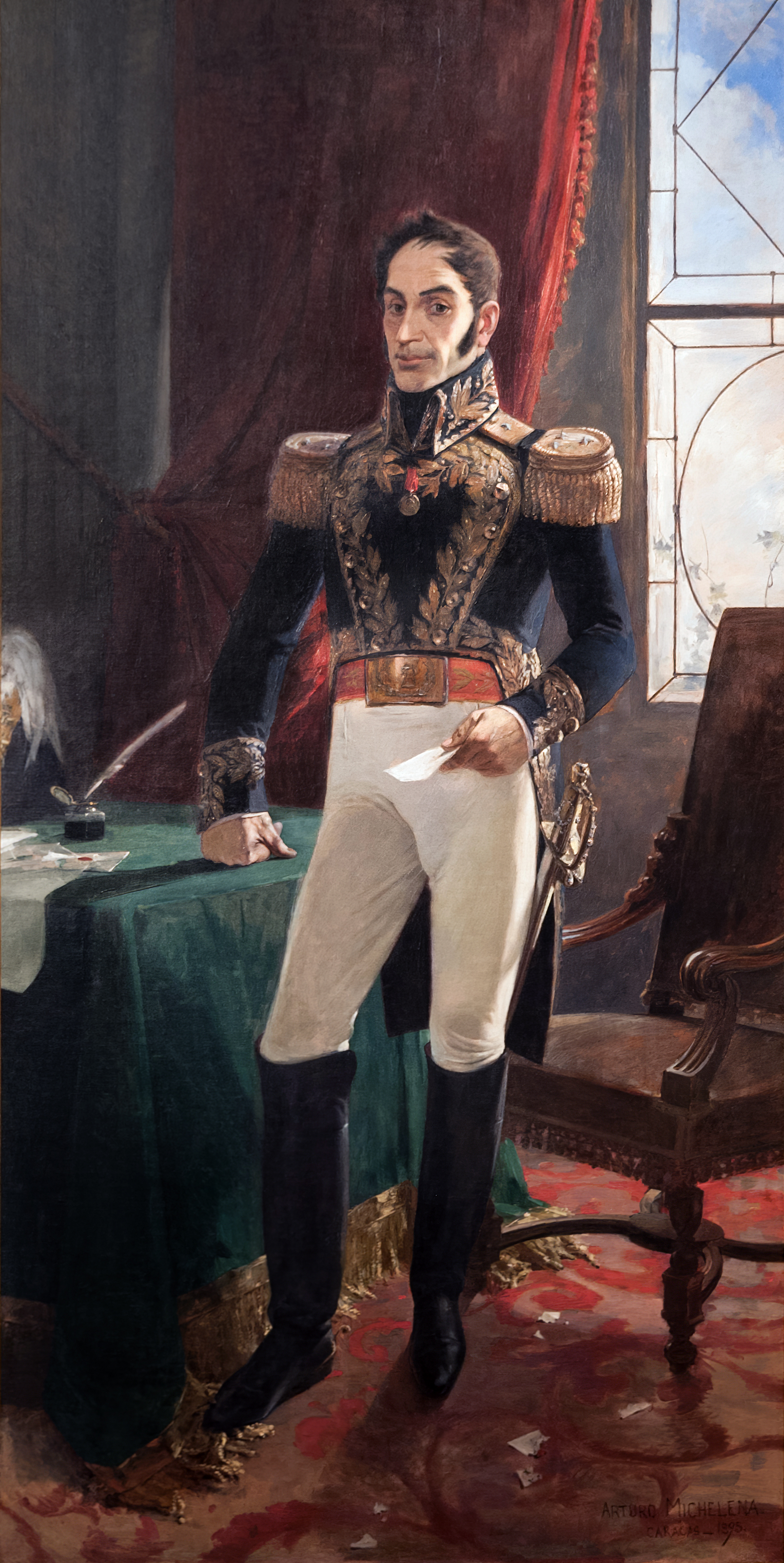
سيمون بوليفار والذي امتلك خطط لتحرير بنما من إسبانيا.

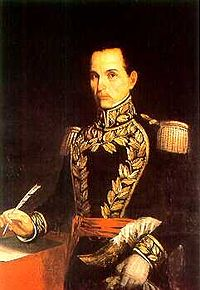
القائد خوسيه دي فابريجا، محرر بنما.

بدأت حركة الاستقلال البنمية عن التاج الإسباني في 10 نوفمبر 1821 بالتزامن مع أحداث أول صرخة استقلال بقيادة روفينا الفارو في مدينة فيلا دي لوس سانتوس، ودعمته المدن الأخرى مثل ناتا وبينونومي وأوكو وباريتا.
كان الجيش الملكي في مدينة بنما تحت قيادة الجنرال خوسيه دي فابريجا وهومن مواطني بنما الكريول، وقد اغتنم البنمييون فرصة تواطؤ الجنرال فابريجا لصالحهم فضلا عن الجمعيات الوطنية ورجال الدين الذين ساهموا ماليا في الحركة. عقدت البلدية المجلس المفتوح في احتفال مهيب في حضور السلطات العسكرية والمدنية والكنسية وقد أعلنوا كسر العلاقات التي تربط برزخ بنما مع إسبانيا. كان يوجد بين الحضور بعض الشخصيات الشهيرة منهم الأسقف خوسيه ايخينيو دوران ومارتيل والدكتور كارلوس دي إيكازا وماريانو أروسيمينا وخوان دي هيريرا ونارسيسو أوريولا خوسيه دي ألبا وغريغوريو غوميزومانويل ماريا أيالا وأنطونيو بلاناس وخوان بيوفيكتورياس وأنطونيو بيرميجو وغاسبار أروسيمينا وكاسيميرو بال.
وصلت السفن الحربية الي خليج بنما للبحث عن بقية القوات الإسبانية في 30 نوفمبر 1821. وتم توقيع معاهدة سلام بين القادة الإسبان خوسيه دي فيليغاس وخواكين دي سوروا مع الكرونيل خوسيه دي فيبريجا في 4 يناير 1822، وفيها اتفقت الملكية الإسبانية وأبناء بنما على عدم الاعتداء على أراضي البرزخ وانسحاب القوات وكل سفن الخاصة بالتاج الإسباني في أمة البرزخ الجديدة.
أدى عدم وجود ميزانية، وقلة الأسلحة العسكرية المتاحة، وانعدام الأمن كون إسبانيا اعادت احتلال بنما، الي تهديد مغامرة استقلال البرزخ، لذلك تم الاقتراح بالاتحاد مع بعض الأمم الأمريكية الجديدة، من بينهم سكان اتحاد أمريكا الوسطى وأمة بيرو التي كانت الشريك التجاري الرئيسي للبرزخ في عهد الاستعمار.
وبالرغم من إعجاب الشعب البنمي بقيادة ورؤية سيمون بوليفار، إلا أنهم اتخذوا قرارا متسرعا، وهو الانضمام طوعا إلى جمهورية كولومبيا أو كولومبيا الكبرى، والذي سيكلف الأمة البنمية ثمنا باهظا.

## الاتحاد مع كولومبيا

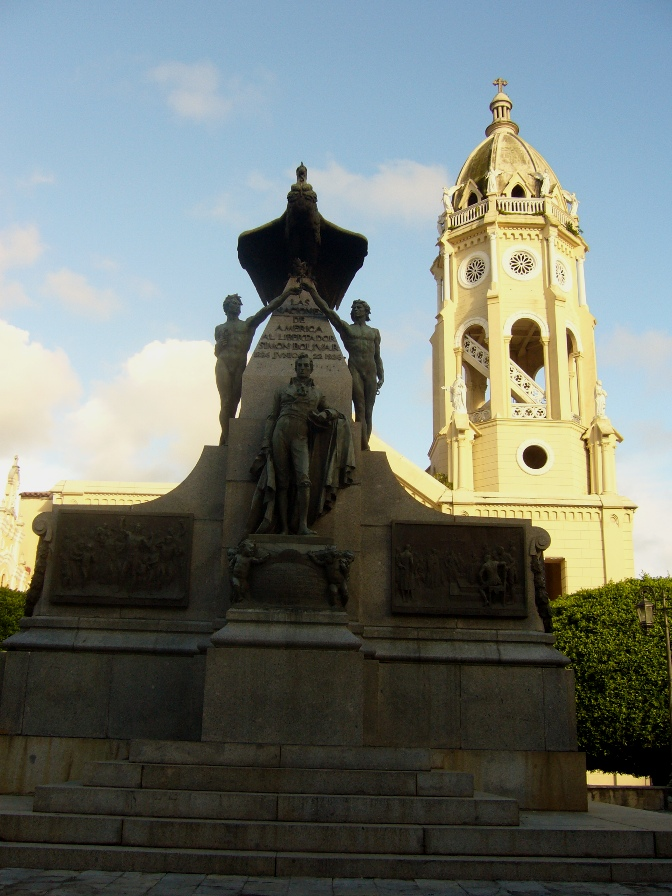
تمثال لسيمون بوليفار موضوعا في مدينة بنما.

أعلنت بنما اتحادها الطوعي لكولومبيا الكبرى، كونديناماركا وفنزويلا وكيتو، ومؤسسها سيمون بوليفار وذلك بحلول عام 1810 عندما تألفت الأراضي البنمية المتفق عليها في مجلس بنما الملكي من كاستيا ديل أورو ودوكادو دي بيراجوا، تم تقسيم كولومبيا الكبري إلى مقاطعتين وهما بنما، التي تشمل مدينة بنما، داريين، شواطئ خليج أورابا في منطقة البحر الكاريبي وشوكو، والمقاطعة الأخرى فيراجواس، التي امتدت من المناطق الوسطى في البرزخ ومدينة ناتا دي لوس كوستاريكا الحالية مثل بوريكا على ساحل المحيط الهادئ وساحل خليج الموسكيتوس حتى حدود نيكاراجوا الحالية والعديد من جزر البحر الكاريبي مثل أرخبيل سان أندريس وبروفيدنسيا قبالة ساحل نيكاراغوا. لم يحصل هذا الموقف على تأييد من قبل سكان البرزخ مكونا في المستقبل حالات من القطيعة والنفور مع الحركات الانفصالية والحكومة الكولومبية.
تم عقد مجلس الاتحاد في مدينة بنما في يونيو 1826 برئاسة المثل الأعلى سيمون بوليفار، وقد اجتمع ممثلي الدول الجديدة في أمريكا الجنوبية وأمريكا الوسطى وكولومبيا الكبري والمكسيك وبيرو وهدفهم من هذا الاتحاد هو الدفاع عن القارة ضد الإجراءات الممكنة من رابطة التحالف المقدس المكونة من قِبل القوي الأوروبية بالإضافة إلى مطالباتهم برجوع الأراضي المحتلة في أمريكا.
انفصلت بنما أول مرة عن كولومبيا في 1830، حيث مرت كولومبيا الكبرى بفوضى سياسية نتيجة لقرار فنزويلا والإكوادور بالانفصال عن الاتحاد، فضلا عن انهيار مدينة سوكري وتخلي بوليفار عن الحكومة. وقد أعلن الجنرال خوسيه دومينغو إسبينار القائد العسكري للبرزخ عن انفصال بنما في 26 سبتمبر 1830 عندما اختلف مع عدم استقرار حكومة خواكين موسكيرا خليفة بوليفار. عرض إسبينار حكومة بنما الي بوليفار كي يناضل من أجل ضم الدول الأخرى إلى الاتحاد، وبالرغم من أن بوليفار كان مريضا وأنه رفض العرض إلا نه طلب من إسبينار إعادة بنما إلى كولومبيا الكبري. وبالفعل تم إعادة ضم بنما إلى الاتحاد في 11 ديسمبر 1830 مما يشير إلى إمكانية إقامة إمبراطورية كولومبيا الكبري المستقلة. لم يدعم الجنرال فبريجا قرار إسبينار بعودة ضم بنما، وانطلق نحو فيراجواس تاركاً مسؤولية الحكم العسكري على مدينة بنما للكرونيل خوان اليخيو ألثورو. أقنع أعداء إسبينار الكرونيل الثورو بالقبض على إسبينار ونفيه، ومع فكرة إعلان الديكتاتورية سعي أثورو إلى كسب دعم الشعب البنمي والحصول على الحس القومي، مما أدى إلى الانفصال الثاني لدولة بنما عن كولومبيا في 9 يوليو 1831.

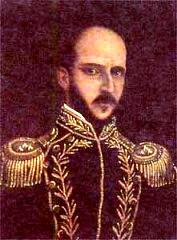
الجنرال توماس هيريرا.

أصبح أثورو ديكتاتورا وفقد دعم الشعب البنمي له. وبوصول الكرونيل توماس هيريرا بمساعدة فابريجا وبعض البنميين المرموقين تم القبض على ألثورو وتم اعدامه رميا بالرصاص. وبعد أشهر عادت دولة البرزخ إلى الاتحاد مع كولومبيا، ولكن مع خيبة الأمل في كونها متحدة مع دولة متراجعة، ومع اختفاء كولومبيا الكبري. أصبحت فنزويلا والإكوادور دولتان مستقلتان، وانعدمت القيادة بمبدأ سيمون بوليفار. رأي البنميون أن المشاركة في جمهورية غرناطة الجديدة غير ضروري، فبالتالي تكونت جمعيات وأحزاب تعرض المُثل الانفصالية في بنما.
انطلقت حرب غرناطة عام 1839 بقيادة الجنرال خوسيه ماريا أوباندو إلى منطقة الصراع العسكري، وشعر سكان البرزخ بأنهم غرباء وفضلوا تجنب الحرب وعدم التدخل فيها. نشأ مجلس شعبي مجتمعا في بنما في 18 نوفمبر 1840 لإعلان انفصال بنما عن كولومبيا للمرة الثالثة تحت مسمي دولة البرزخ. كُتب أول دستور بنمي برئاسة الكرونيل توماس هيريرا وتم تنظيم الاقتصاد والمؤسسات السياسية للأمة. أقر كلا من كوستا ريكا والولايات المتحدة بإقامة دولة جديدة. نجحت حكومة بوغاتا بعد شهور من المفاوضات في أن تقنع الكرونيل هيريرا بإعادة ضم البرزخ إلى اتفاقية عدم اتخاذ معاقبة ضد الانفصاليين البنميين. تجاهل هيريرا الاتفاق، وبمجرد إعادة ضم البرزخ تم تجريد هيريرا من منصبه العسكري وإزالة رتبته العسكرية.
اعتقدت سلطات غرناطة الجديدة عند عودة بنما إليها في 1841 أن انجلترا لديها نوايا للاستيلاء على جزء من أراضي بنما حيث يمكنهم توحيد الساحلين عن طريق وسيلة اتصال وبالتالي تتقلص أراضي غرناطة الجديدة. كانت المقاطعات الإنجليزية في أمريكا الوسطى، بيليسي وساحل الميسكيتو، هي اختبارات تقييم، لذلك سعت للحصول على حماية الولايات المتحدة للحفاظ على سيادة غرناطة الجديدة وعرضت عليها في المقابل امتيازات مهمة في هذا الجزء من البرزخ. وقع كلا من مانويل ماريا مالارينو وزير الشؤون الخارجية في غرناطة الجديدة وبينجامين بيدلاك المسؤول عن الصفقات الأمريكية على معاهدة مالارينو-بيدلاك في 12 ديسمبر 1846، والتي تضمن الولايات المتحدة فيها سيادة غرناطة الجديدة على بنما، ومنحت الأخيرة للولايات المتحدة حق استخدام البرزخ لبناء الطرق بين الساحلين، وعليها الالتزام بضمان حيادية البرزخ وحرية العبور بين المحيط الهادئ والمحيط الأطلسي، مما أدى إلى دخول الجيش الأمريكي في الأراضي البنمية وفتح الباب أمام التدخل الأمريكي في بنما. من أهم النتائج لهذه المعاهدة هو إخماد رغبة البنميين في الانفصال عن غرناطة الجديدة خلال النصف الثاني من القرن التاسع عشر، ورؤية القوات الأمريكية متمركزة في أراضيهم مستعدين إلى الحفاظ على النظام.
حقق الجنرال خوسيه دومينغو إسبينار والدكتور تيلر محرر جريدة صدى بنما ثورة في فجر يوم 29 سبتمبر 1850، وانتهت الثورة بالانفصال الرابع عن كولومبيا. لم يوافق أوبالديا حاكم البرزخ على هذا الانفصال لأنه رأي أن بنما مازالت غير مستعدة لتولي السيطرة على مصيرها، مقتنعا بضرورة الاستسلام وإعادة دمج البرزخ مرة أخرى.

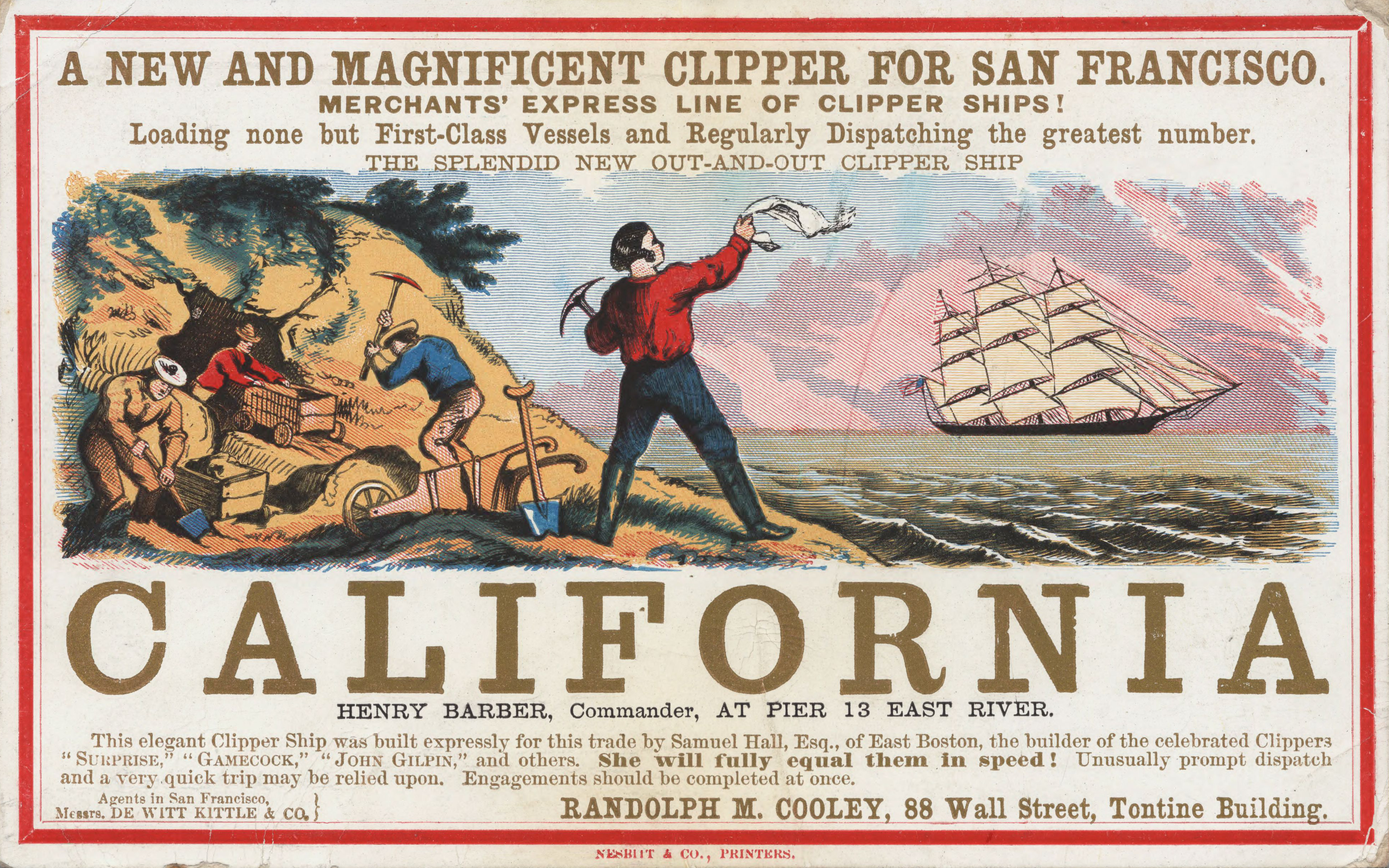
حمي البحث عن الذهب.

نتج عن حمى البحث عن الذهب في كاليفورنيا هجرة المسافرين من جميع أنحاء العالم من خلال طرق مختلفة، وأصبحت بنما الطريق الأقصر والأيسر بين شرق وغرب القارة الأمريكية، مما أدى إلى إعادة النظر في بناء طرق اتصال مثل القنوات والسكك الحديدية من أجل مرور البضائع والركاب. تفاوضت الولايات المتحدة مع حكومة بوجوتا على حقوقها في بناء مباني ادارية عن طريق اتفاقية باريديس-ستيفنز. وافتتح خوسيه دي أوبالديا السكة الحديدية لبنما في 28 يناير 1855، وهو رئيس غرناطة الجديدة وبنمي الأصل، وتعتبر سكة حديد بنما من أهم الأعمال الهندسية في هذا الوقت فهي عبرت البرزخ وحولت مدينة بنما إلى المدينة الرئيسية بدلا من كولومبيا. واستكمل وليام أسبينوال وجون ستيفينس وجيمس بالودين بناء السكة الحديدية وقد أظهروا شجاعة كبيرة ومقاومة لكل ضغوط العمل ومكافحة ضد الأمراض.
اختار المجلس الغرناطي رجل الدولة اللامع دون خوستو أروسيمينا كممثل للبرزخ، الذي نجح في خلق دولة فيدرالية في بنما من خلال إدماج قانون تشريعي في الدستور في 72 فبراير 1855.

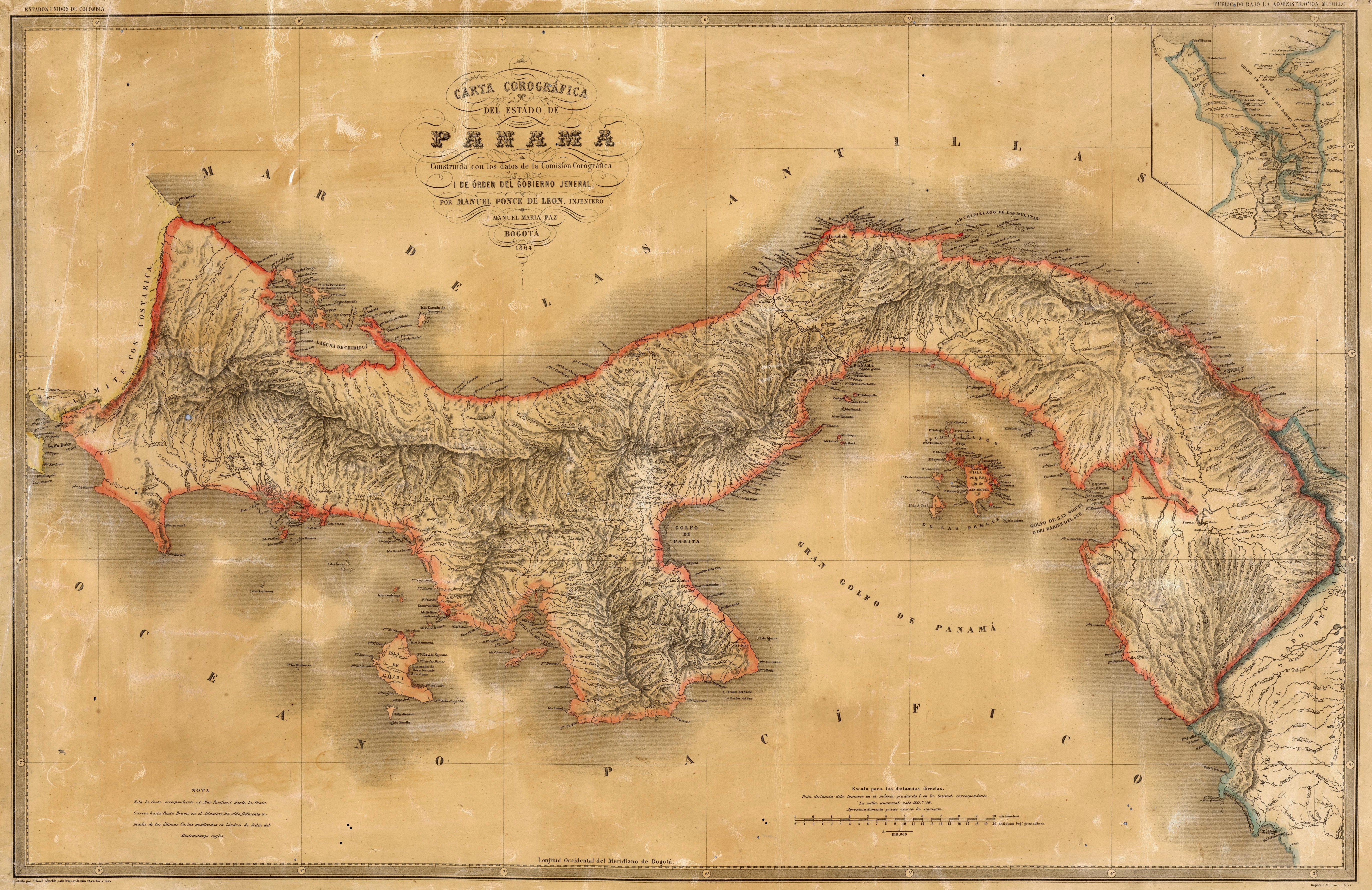
خريطة فيدرالية لبنما.

وقعت سلسلة من أحداث العنف بين البنميين والأمريكيين في 15 أبريل 1856 والمعروفة باسم حرب البطيخ، وبدأت هذه الأحداث عندما قرر الأمريكي جاك أوليفر شراء شريحة بطيخ من البنمي خوسيه مانويل لونا وبعد الانتهاء من أكلها رفض دفع 5 سنتات ثمن شريحة البطيخ، فاشتد النقاش وأخرج أوليفر بندقيته وأطلق النيران ثم هرب من المكان. سبب ذلك في شجار بين البنميين والأمريكين وأنتهي بحرق مباني السكة الحديد، مما دفع القوات الأمريكية لقمع سكان بنما، وأسفر ذلك عن مقتل 16 أمريكي واثنان من البنميين. أتهمت الحكومة الأمريكية شرطة غرناطة الجديدة بأنها وقفت مع البنميين ومكنتهم من اقتحام ونهب الممتلكات الأمريكية، وأشارت إلى عدم قدرتهم على الحفاظ على النظام وعلى توفير الحماية الكافية لعبور الأمريكيين على بنما.
أرسل الجيش الأمريكي كتيبة عسكرية في 19 سبتمبر 1856 لحماية محطة السكة الحديد واستعادة النظام في مدينة بنما. ويعتبر هذا الاحتلال الأمريكي بمثابة أول حالة تدخل عسكري في بنما والهدف منه ضمان الحيادية والانتقال الحُر خلال البرزخ. اعترفت حكومة غرناطة بإدانتها ووقعت معاهدة هيران-كاس لدفع تعويضات للولايات المتحدة مقابل الأضرار الناجمة من البنميين وقيمتها 412.394 دولار أمريكي.

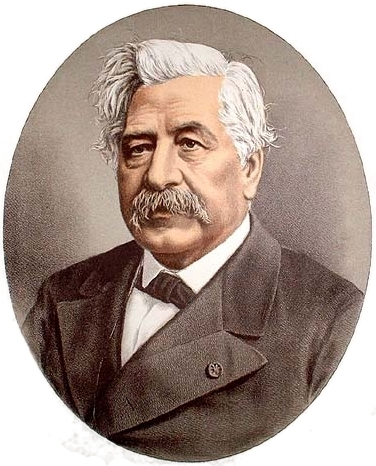
فرديناند ديليسيبس.

أسس ديليسيبس الشركة العالمية لقناة ما بين المحيطين في 5 يوليو 1874 والغاية منها هي إنشاء قناة على مستوي سطح البحر في بنما. وبدأ الفرنسيون العمل في يناير 1881، لكن التكلفة الباهظة، وعدم وجود رقابة، إلى جانب عدم معرفة كيفية انتقال الأمراض في المنطقة من حمي صفراء والملاريا أصبحوا العقبة الرئيسية أمام شق قناة بنما. من بين العمال أصحاب المهارات العالية الذين جائوا إلى البرزخ لبناء القناة من قِبل فرنسا المهندس الفرنسي بوناوفاريلا، وقد تخرج من مدرسة الفنون التطبيقية ومدرسة الجسور والطرق، وعين رئيسا لشركة القناة في سن 27 عاما.
تم تصفية شركة قناة بنما الفرنسية في 15 سيبتمبر 1889. ومن المرجح تفسير هذا الفشل بسبب سوء الإدارة والفساد وارتفاع معدل الوفيات من أمراض المناطق الحارة وعدم موافقة كوندي دي ليسبس على تغير مشروع مستوي القناة بواسطة الهويس كبديل هندسي يوصى به لاستكمال العمل. سمحت الجهود البائسة لإنقاذ مال الشركة ببيع الأصول والحقوق لصالح الولايات المتحدة من خلال بوناوفاريلا. استمرت المغامرة الفرنسية في البرزخ مدة عشر سنوات بتكلفة تقدر ب 1400 مليون فرنك، وفقدان ما يقرب من 20.000 قتيل.1881
اندلعت حرب الألف ليلة بين الليبراليين والمحافظين بين عامي 1899 و1902، وتحول البرزخ إلى ساحة معركة دموية توفي على إثرها الكثير من الشباب البنمي، ووردت المعارك في جسر كاليدونيا في يوليو 1900، وفي أغوادولس في فبراير 1902. وانتهى هذا الصراع بتوقيع المحافظين والليبراليين معاهدة على متن السفينة الأمريكية ويسكونسن، وسميت المعاهدة بسلام ويسكونسن. تم القبض على فيكتوريانو لورنزو في نوفمبر 1902 بحجة أنه لا يتفق مع السلام وحمله للأسلحة مرة أخرى. خافت الحكومة الكولومبية من كون رجل العصابات البنمي حرا، وأصدرت عليه حكم الإعدام على أنه مجرم مشترك. تم إعدام زعيم حزب الأحرار في مدينة بنما في 15 مايو 1903 ولم يتم تسليم جثته لأهله ولأصدقائه.
تم توقيع معاهدة هي-هيران بين الولايات المتحدة وكولومبيا لاستكمال بناء القناة خلال الأراضي البنمية، لكن مجلس الشيوخ الكولومبي لم يصادق عليها يوم 12 أغسطس بحجة أن منح السيادة إلى الولايات المتحدة على القناة غير مقبول.

## الانفصال عن كولومبيا
كان استقلال بنما عن إسبانيا حركة شعب متأثرة بالحركة البوليفارية، والاتحاد الطوعي لأمة البرزخ بكولومبيا، بحثا عن مستقبل أفضل في ظل قيادة رائعة من سيمون بوليفار، اتخذ سكان البرزخ قرار الانفصال عن كولومبيا عام 1821، حيث اتسمت تلك الفترة بأوضاع معيشية سيئة في الجمهوريات والمناطق التابعة لكولومبيا فقد كانت هناك صراعات اجتماعية وقرارات سياسية خاطئة ووضع اقتصادي سيء لم يقدم حلا للفقر الذي خضعت له أمة البرزخ.
بعد سبع عشرة محاولة انفصال، واعلان أربع انفصالات رسمية، يُعاد ضم بنما إلى الاتحاد الكولومبي، وبعد فشل الفرنسيين في إنشاء القناة، وانتقال حرب الألف يوم إلى الأراضي البنمية، وتنفيذ حكم الإعدام على الزعيم الليبرالي فيكتوريانو لورنزو، ورفض مجلس الشيوخ الكولومبي لمعاهدة هيران– هاي التي تسمح للولايات المتحدة ببناء القناة. كان كل هذا بمثابة الزناد لإطلاق حركة انفصالية جديدة بقيادة أبطال مثل خوسيه أغوستين أرانغو، والدكتور مانويل أمادور غيريرو، وكارلوس كونستانتينو أروسيمينا، والجنرال نيكانور دي أوباريو، وريكاردو آرياس، وفريدريكو بويد، وتوماس آرياس ومانويل إسبينوزا باتيستا.
خوسيه أغوستين أرانغو هو مواطن وسياسي بنمي بارز، كان يعمل سرا من أجل الإعداد للحركة الانفصالية وتشكيل المجلس العسكري الثوري السري والذي يهدف إلى فصل البرزخ عن سيادة كولومبيا، حتى يتمكن من التفاوض مباشرة مع الولايات المتحدة من أجل إنشاء قناة بنما، لأن الولايات المتحدة قد اكتشفت إمكانية بناء طريق يصل ما بين نيكاراجوا وكوستا ريكا. ومن جانبه، سافر الدكتور مانويل أمادور غيريرو سرا إلى الولايات المتحدة لدعم هذه الخطة أيضا. فضلا عن حصول هذه الحركة على تأييد ودعم من بعض الرؤساء الليبراليين المهمين وأيضا على دعم من القائد العسكري إستيبان هويرتاس، متذكرين إياه بإطلاقه للخطة الانفصالية في يوم غير محدد من شهر نوفمبر عام 1903.
جندت كولومبيا كتيبة رماة من بارانكويلا بعد الشائعات المستمرة عن الحركة التي يتم التجهيز لها في بنما، بتعليمات لاستبدال الحاكم خوسيه دومينغو دي أوبالريا والجنرال إستيبان هويرتاس، واللذان لم يعودا محلا لثقة حكومة بوغوتا.
وصلت كتيبة الرماة إلى مدينة كولومبوس، تحت قيادة الجنرالات خوان ب. توبار ورامون جي. أمايا في صباح يوم 3 نوفمبر 1903. كان من المقرر نقل الوحدة العسكرية إلى مدينة بنما، ولكن تم إبلاغهم بتأخيرات من جانب سلطات السكك الحديدية والتي تصرفت بالتواطؤ مع الحركة الانفصالية. وعلى الرغم من ذلك فقد تم نقل الجنرالات وكبار الضباط إلى بنما ولكن بدون قواتهم.
بمجرد وصول كلا من توفار وأمايا وضباطهم إلى بنما، تم القبض عليهم بأوامر من الجنرال إستيبان هويرتاس، الذي يقود الكتيبة الكولومبية المختارة، وقد طلب استبداله من قبل قياداته.
اعتمد قرار الجنرال هويرتاس لدعم الحركة الانفصالية واعتقال الجنرالات الكولومبيون على الدعم المقدم من الجنرال دومينغو دياز الذي حمل السلاح جنبا إلى جنب مع شعب ضاحية سانتا آنا، وشكلوا جيش مكون من ألف بنمي على أتم الاستعداد للدفاع عن الوطن. وقد استسلم لهم أسطول البحرية الراسي في خليج بنما دون مقاومة. بقت القوات التابعة لكتيبة الرماة تحت قيادة الكولونيل اليسيو توريسفي مدينة كولومبوس، حيث استسلمت الكتيبة أمام القوات الانفصالية وتم إجبارهم على الإبحار نحو برزخ كولومبيا.
كانت هناك حالة من الصدمة في مدينة بنما بالكامل، وكانت تعلو صيحات الاحتفال والاحتفاء بميلاد الجمهورية الجديدة في بنما. بعد ظهر يوم 3 نوفمبر 1903، ترأس ديميتريو أتش بيرد مجلس مدينة بنما والذي اجتمع تحت إرادة الشعب في أن يكون حرا ويقوم بتشكيل حكومة ذات سيادة مستقلة وهو القرار الذي لقى الدعم على الفور من بقية أنحاء البلاد.
عين مجلس بلدية بنما مجلس إدارة مؤقت في الرابع من نوفمبر، يتكون من خوسيه أغوستين أرانغو، وفيديريكو بويد وتوماس آرياس، والذين مارسوا وظيفتهم حتى فبراير 1904، حينئذ عين المجلس الوطني التأسيسي الدكتور مانويل أمادور غيريرو كأول رئيس دستوري لجمهورية بنما.
كان هناك عدة محاولات من جانب الحكومة الكولومبية للتغلب على انفصال البرزخ عنها، حيث تم عقد اجتماعات رفيعة المستوي بين ممثلي بوغوتا وبنما، وكان هناك عروض سياسية للموافقة على المعاهدة الخاصة بالقناة والتي قد رفُضت وأيضا نقل العاصمة الكولومبية إلى مدينة بنما، فضلا عن محاولة فاشلة لغزو عسكري من خلال أدغال دارين، وأخيرا توقيع معاهدة مايارينو – بيدلاك والتي تنص على إجبار الولايات المتحدة للشعب البنمي بهدف استعادة السيادة الكولومبية على أنحاء بلاد البرزخ. ومع ذلك كله، فقد حسمت بنما قرارها وتم الاعتراف بجمهورية بنما سريعا من دول أمريكا اللاتينية والولايات المتحدة والقوي الأوروبية.
صدق الكونغرس الأمريكي على معاهدة تومسون–أورتيا في 30 مارس عام 1922، والتي تلزم كولومبيا بدفع تعويضات لبنما تقدر ب 25 مليون دولار، من أجل إزالة كل الخلافات التي أنتجتها الأحداث السياسية في بنما عام 1903 وكذلك لإعطاء كولومبيا الحق في حرية المرور عبر قناة للسفن الحربية. بعد تلك المعاهدة، حدث تبادل للسفراء، نيكولاس فيكتوريا جيان سفيرا لبنما وغييرمو فالنسيا سفيرا لكولومبيا، وكانت تلك بداية للعلاقات الدبلوماسية والاعتراف الكامل بالبلدين.

## فترة الجمهورية

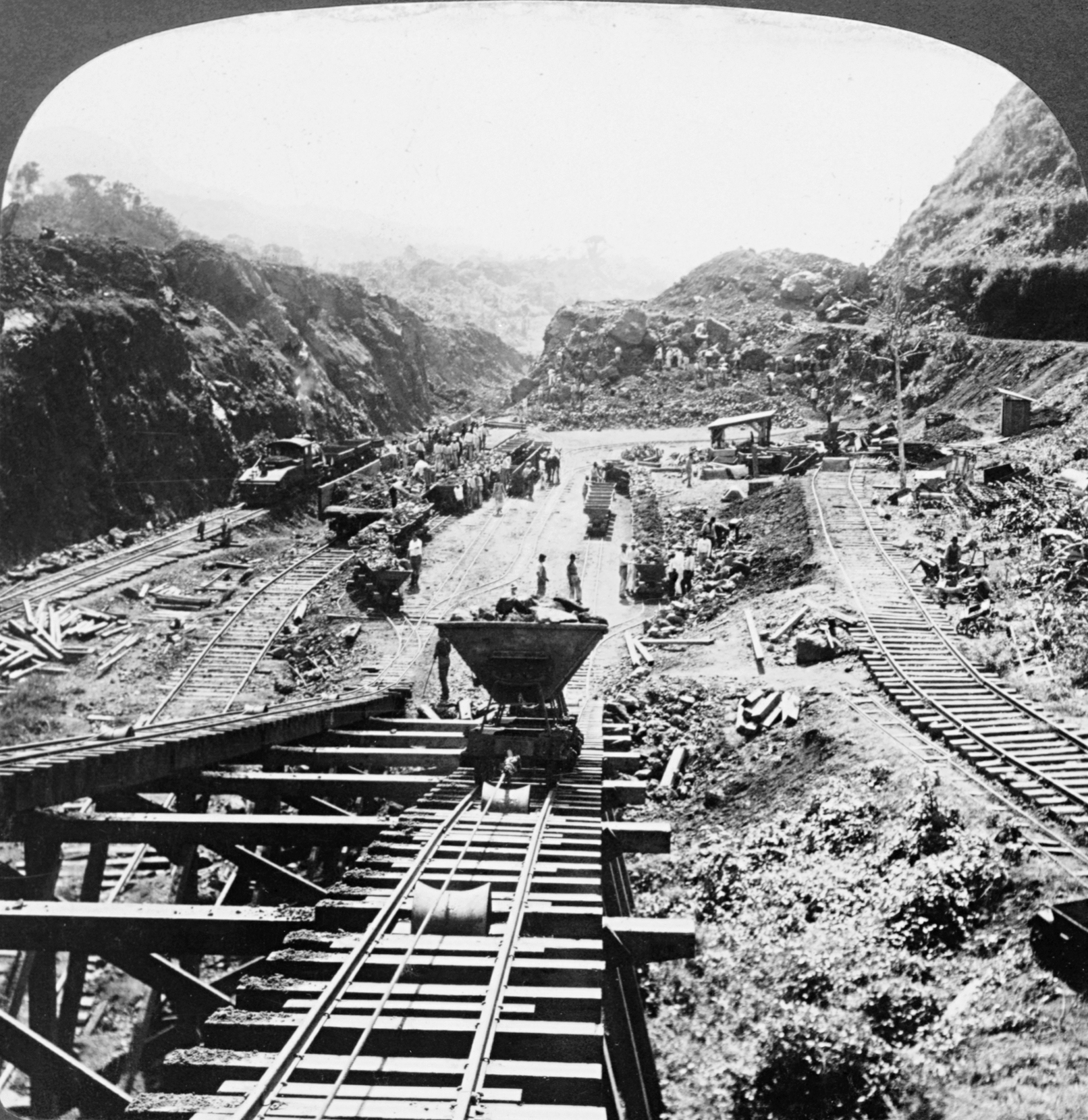
تأسيس قناة بنما.

عند إعلان انفصال بنما عن كولومبيا، قامت الحكومة الجديدة من خلال السفير المفوض لها فيليب جان بونا وباريا، بالتوقيع على معاهدة لبناء قناة عبر البرزخ مع حكومة الولايات المتحدة الأمريكية. سمحت معاهدة هاي–بونو فاريا ببناء الطريق غير المنجز من قبل المجموعة الفرنسية التابعة لفرديناند دي ليسبس وحكومة كولومبيا.
تم الانتهاء من العمل الهندسي المذهل في عام 1914 باستخدام تكنولوجيا متطورة بالنسبة لهذه الحقبة مثل المحركات الكهربائية ذات أنظمة الخفض لتحريك البوابات وتأمينها والسكك الحديدية ذات أنظمة تعبئة تستوعب طنا من المواد المستخرجة وبناء بحيرة جاتون، أكبر بحيرة صناعية في العالم حينها.

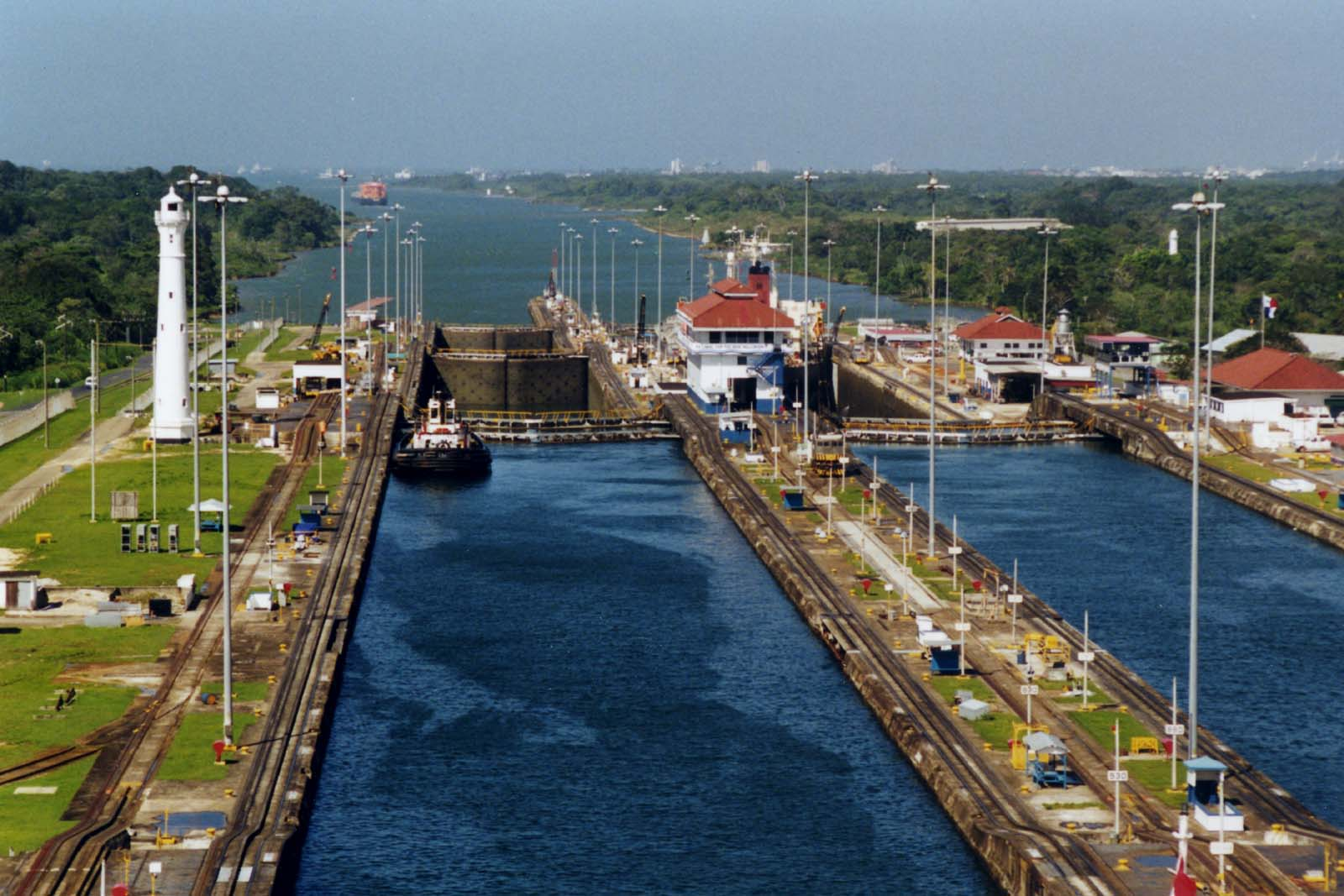
الجسور الخاصة بقناة بنما

كان الصرف الصحي وتبخير المناطق، فضلا عن إعادة إعمار وإنشاء شبكة المياه والصرف الصحي في مدينتي بنما وكولومبوس من بعض جوانب الصحة العامة المتعلقة بالقناة، والتي كانت تعتبر واحدة من العقبات، التي أدت إلى فشل الشركة الفرنسية. منحت المعاهدات الخاصة بالقناة إدارة شريط من الأرض بمسافة 10 أميال على طول الممر المائي لحكومة الولايات المتحدة، حتى لو تم الاعتراف بسيادة بنما على القناة في نزاعات بين البلدين في العقود المقبلة.
اعتبرت الخلافات السياسية الناشئة عن تفسير المعاهدات كتهديد لسيادة بنما، كما أبرزت الخلافات بين السلطات في البرزخ ومنطقة القناة. في عام 1914، أثار الرئيس بيليسا ريو بوراس ولأول مرة الحاجة إلى معاهدة جديدة بشأن قناة بنما. نصت معاهدة آرياس–روزفلت عام 1936، والتي وقعها الرؤساء أرموديو آرياس مدريد رئيس بنما وفرانكلين ديلانو روزفلت رئيس الولايات المتحدة، على إلغاء التدخل العسكري الأمريكي في الشؤون الداخلية لدولة بنما، وتغيير المفهوم القانوني للدولة التي تحميها الولايات المتحدة لضمان استقلالها.

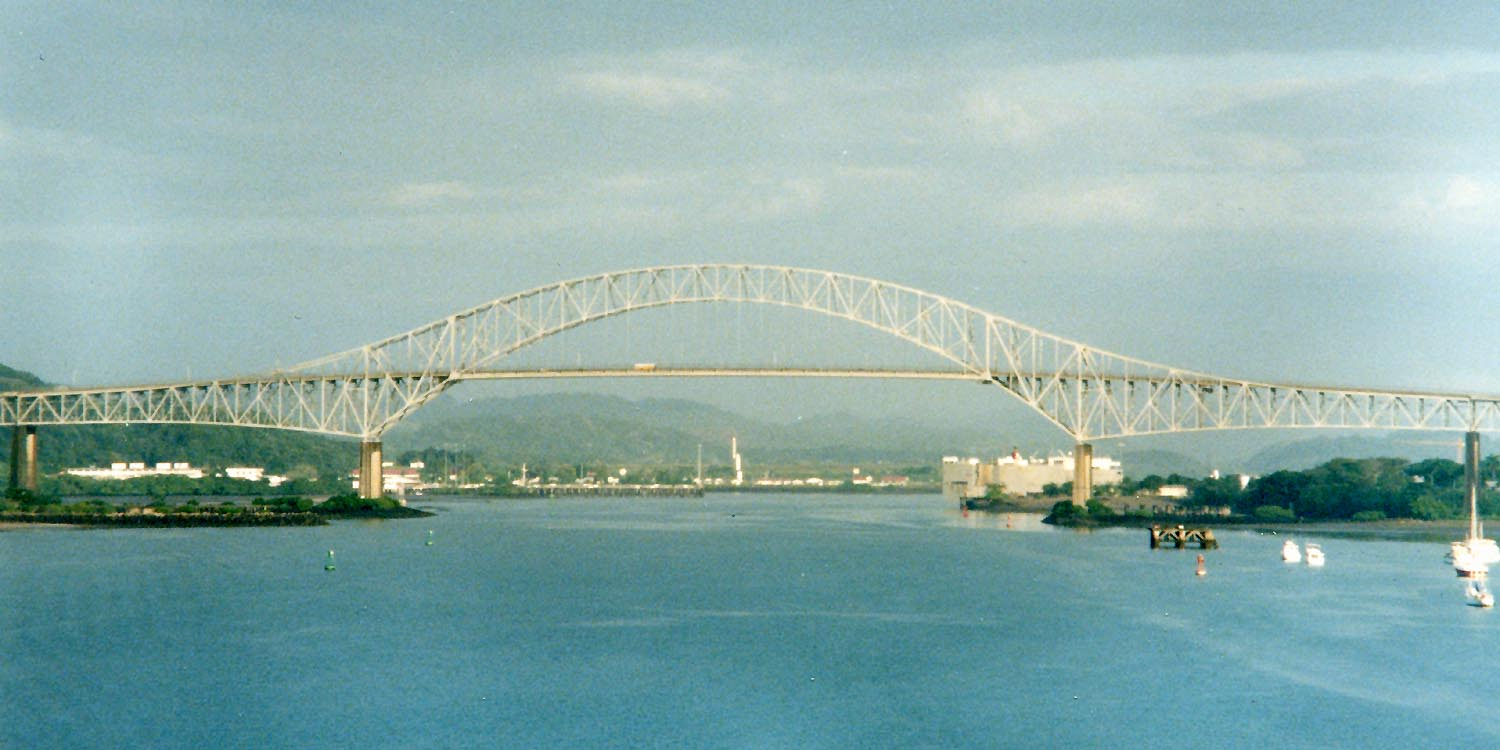
الجسور الأمريكية

في عام 1948 تم إنشاء منطقة كولومبوس الحرة كمؤسسة مستقلة عن الحكومة البنمية، من قبل الرئيس أنريكي أ.خيمينيس، من خلال إنشاء منطقة خالية والتي تستغل الوضع الجغرافي وموارد الميناء والقناة كخطوة في طريق الملاحة العالمية. توقيع معاهدة ريمون-أيزنهاور من الولايات المتحدة، يعطي منافع اقتصادية جديدة ودفع إيجار لبنما من أجل استخدام القناة. تم افتتتاح الجسر الواصل بين الأمريكيتين، البنية الخاصة بقناة بنما والتي تربط بين البرزخ عن طريق البر، في 12 أكتوبر 1962.
في 9 يناير 1964، قاد طلاب المعهد الوطني الحركة التي تطالب برفع علم بنما بجانب علم الولايات المتحدة في منطقة القناة، وفقا لاتفاقيات شياري – كينيدي في 1962، والتي انتهت بأعمال شغب طلابية واشتباكات مع السكان المدنيين. وكإجراء للسيطرة على الوضع، سمح حاكم منطقة القناة للجيش الأمريكي بفتح النيران على المدنيين البنميين وأسفرت تلك الحادثة عن 21 قتيلا وأكثر من 300 جريح. وعلى إثرها، قام رئيس بنما روبرتو إف. شياري، في فعل غير مشهود في الأمريكيتين، وقطع العلاقات الدبلوماسية مع الولايات المتحدة وأعلن رفضه لإعادتها مرة أخرى حتى توافق أمريكا على مفاوضات بشأن معاهدة جديدة. في شهر أبريل من نفس العام، تم إعادة العلاقات الدبلوماسية من جانب كلا البلدين ووافق الرئيس الأمريكي ليندون جونسون على إجراء محادثات من أجل القضاء على أسباب النزاع بين بنما وأمريكا.
في عام 1965، وقعت كل من بنما والولايات المتحدة إعلان روبلز – جونسون بين الرؤساء ماركو أوريليو روبلز البنمي وليندون جونسون الأمريكي، والذي لمس موضوعات وقضايا مثل إدارة القناة والمسح الضوئي للقناة بوسائل حديثة والدفاع عن الممر المائي.

## الديكتاتورية العسكرية
حدث انقلاب على حكم الدكتور أرنولفو آرياس في 11 أكتوبر 1968 بعد توليه منصب الرئاسة عدة أيام فقط من قِبل قادة الحرس الوطني ويرأسهم بوريس مارتينز. وأشار الانقلابيون في بيان رسمي إلى محاولاتهم لانتهاك إرادة الشعب في الانتخابات التشريعية، فضلا عن الدمج غير الشرعي للمحاكم الانتخابية، واتخذوا قرار تولي السلطة من خلال حكومة مؤقتة تعمل على إعادة النظام الديمقراطي.

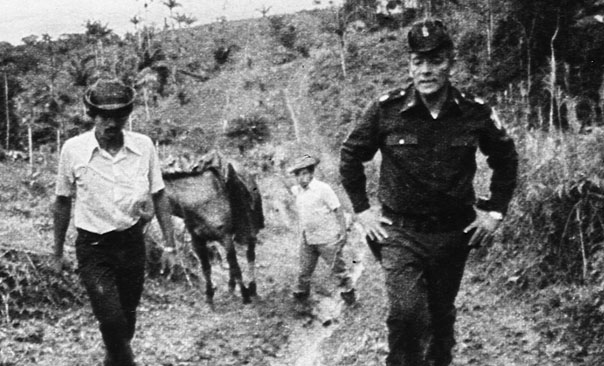
الجنرال عمر توريخوس مع بعض الفلاحين البنميون.

نشأت بداية الديكتاتورية العسكرية في البلاد واستمرت 21 عاما تحت أربع أنظمة وهم: نظام المجلس العسكري (1967 إلى 1969) ونظام سماه عمر توريخوس أيضا العملية الثورية (1969 إلى 1981) ونظام روبن داريوباريديس (1981 إلى 1983) وأخيرا نظام مانويل أنطونيو نورييغا (1983 إلى 1989). حدثت العديد من عمليات النفي والاختفاء خلال هذه النظم الأربعة، كما حدث مع الحركات المسلحة لصالح دكتور آرنولفو آرياس مدريد في بيدرا كانديلا في مقاطعة شيريكي وهواكاس ديل إيخي في مقاطعة كوكلي وقد هزمهم الحرس الوطني ونتج عن ذلك سقوط خسائر بشرية من كلا الجانبين. وفي عام 1972 أصدرت حكومة الجنرال توريخوس العسكرية دستور جديد، ولا يزال ساري المفعول حتى الوقت الحالي.

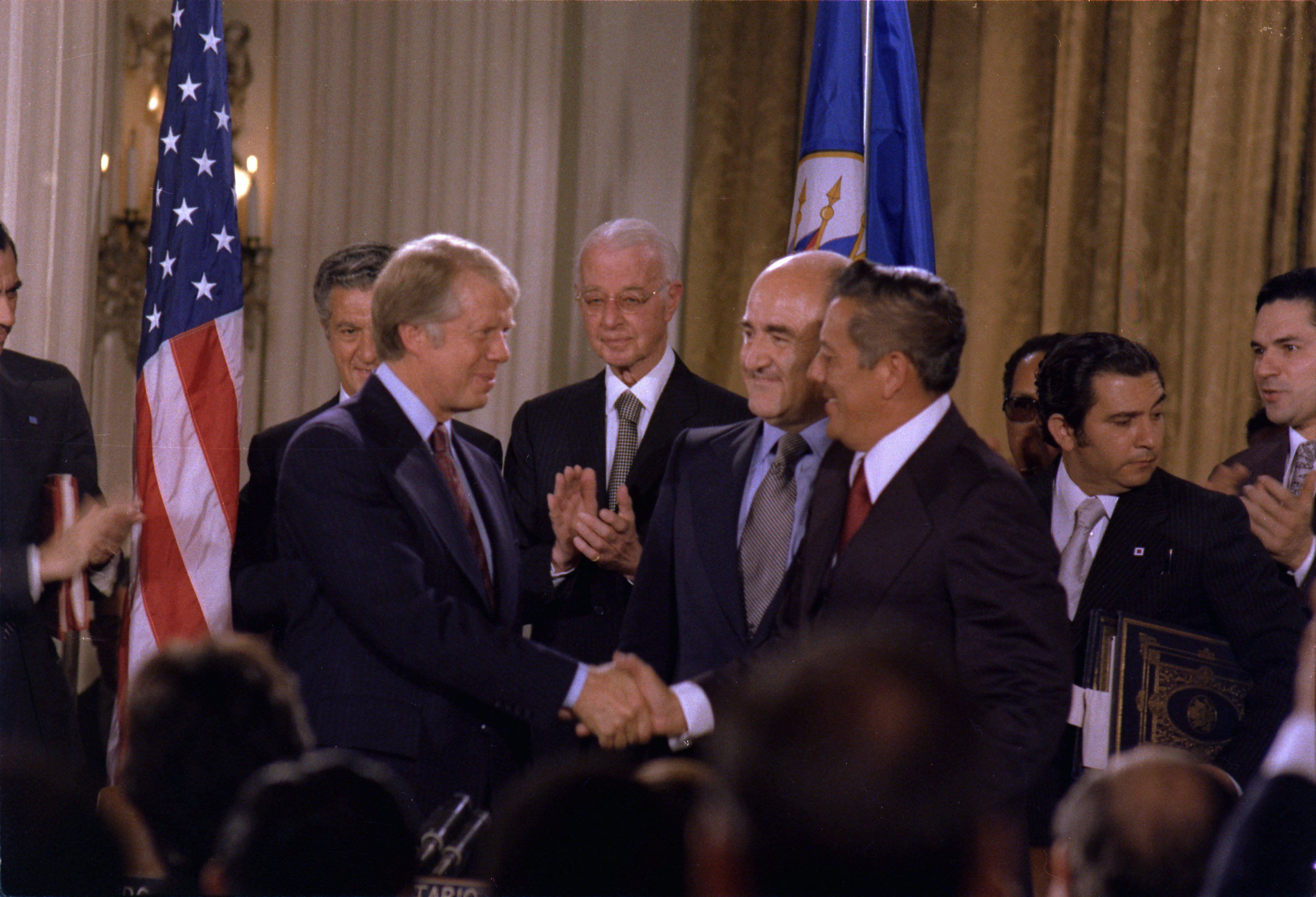
توقيع معاهدة كارتر - توريخوس.

ويعترف فيه بأنه زعيم ثورة الحادي عشر من أكتوبر وأنه رئيس دولة بنما. اعتبر جزء من الشعب هذه الفترة كانقلاب عسكري، بينما اعتبرها الجزء الآخر كبداية للمضي في طريق الثورة وتطور العدالة الاجتماعية للمجموعات الاجتماعية والاقتصادية متوسطة الدخل ومنخفضة الدخل. اعتبرت الأغلبية العظمي من البنميين أن عمر توريخوس هو الديكتاتور الأشهر، فقد كان يحكم البلاد بقوة السلاح دون معارضة من الأحزاب السياسية المنظمة والتي كانت دائمًا يتم توجيها من قبل الديكتاتور، وأنشأ الحزب الثوري الديمقراطي. ومنذ ذلك الحين ظهرت القاب عديدة للحكومة، لأن هذا الديكتاتور استخدم القوة العسكرية والسياسية، واستطاع بذكاء أن يرفع راية سيطرة الأمة. وقع كلا من الجنرال توريخوس رئيس دولة بنما ورئيس الولايات المتحدة جيمي كارتر معاهدات توريخوس كارتر والتي تنص على تسليم إدارة قناة بنما وإغلاق كل القواعد العسكرية في بنما، مع الوعد بعودة القواعد العسكرية البنمية إلى ثكناتها وتثبيت النظام الديمقراطي في البلاد. توفي الجنرال توريخوس في حادث طائرة مأساوي عام 1981، ومن المعروف أنه قُتل على يد وكالة الاستخبارات المركزية للولايات المتحدة تماما بعد اغتيال رئيس الإكوادور الذي مات بنفس الطريقة. نجح توريخوس بطريقة دبلوماسية في مكافحة الإمبراطوية الأمريكية، وهوأول رئيس بنمي يُعتبر كقائد عالمي.

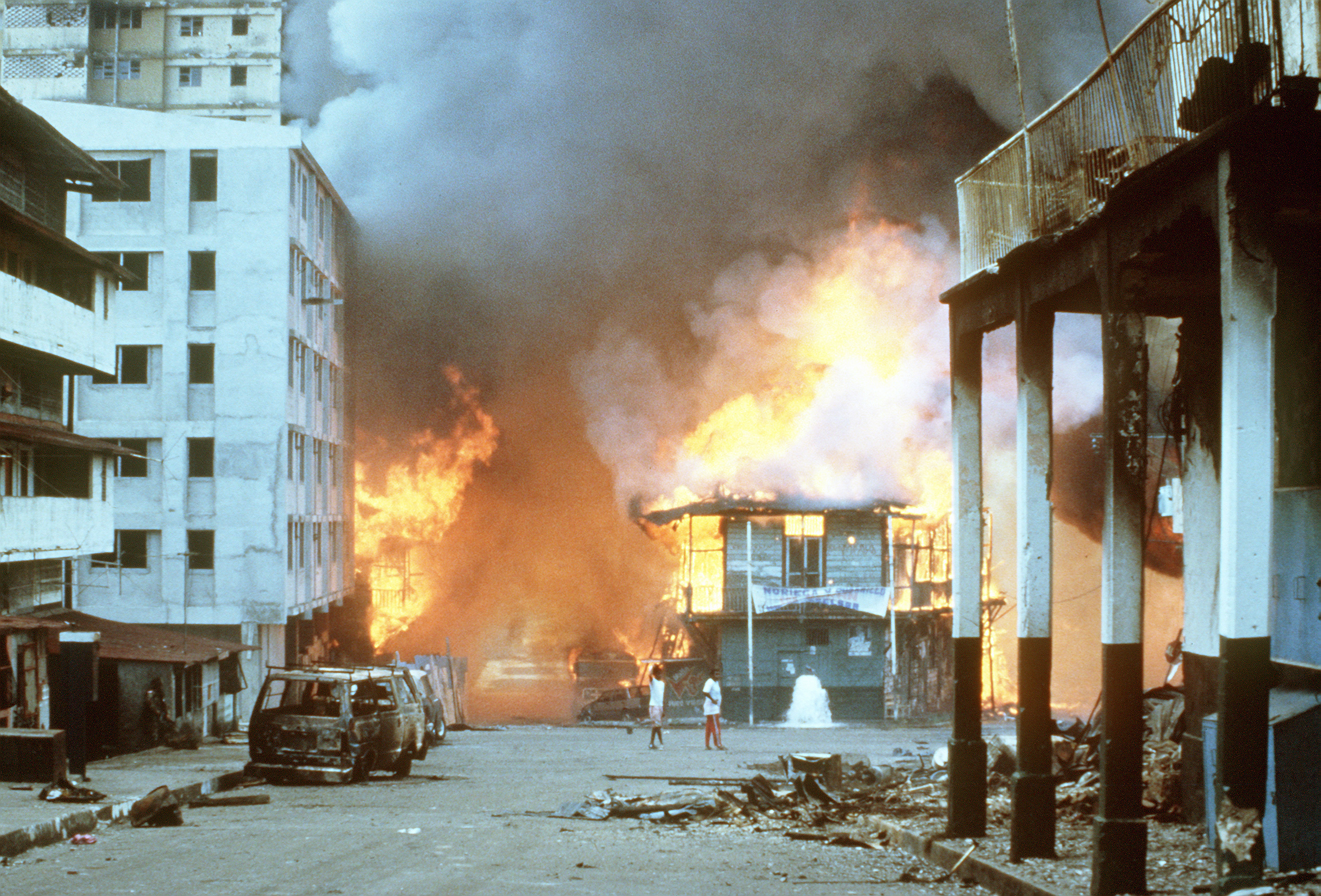
حالة الشارع البنمي خلال الغزو الأمريكي لها.

بلغ الجنرال ذوالأربع نجوم مانويل أنطونيو نورييغا قيادة الحرس الوطني، والذي حول هذه المؤسسة المسلحة إلى قوات الدفاع البنمية. وقد أُتهم الدكتور هوغو سبادافورا الجنرال نورييغا بالإتجار بالمخدرات والفساد وتزوير الانتخابات عام 1984، ثم تم قُتل الجنرال على يد نائبه الكرونيل روبرتو دياز هيريرا، مما تسبب في احتجاجات ومظاهرات من قبل سكان بنما قمعتها قوات الدفاع بصورة وحشية.
سقطت البلاد خلال السنوات التالية في ركود اقتصادي واجتماعي، وتخطي مؤشر التنمية البشرية من 0.769 في عام 1985 إلى 0.765 في عام 1990، وعانت البلاد من تقلص الناتج المحلي الإجمالي لمدة عامين (-1.8 : 1987) و (-13.3 : 1988).
تم إلغاء النتائج الانتخابية الرئاسية بناء على تعليمات من الجنرال نورييغا في 1989، وعطل الدستور واستولي على زمام الأمور في بنما بصفته رئيس مجلس الحرب معلنا أن بنما في حالة حرب مع الولايات المتحدة.
قام الجيش الأمريكي بغزو بنما في 20 ديسمبر 1989، وبعد أسبوعين من الحصار، استسلم نورييغا إلى القوات الأمريكية وأتمت وزارة الدفاع الأمريكية عملية القضاء العادل في 12 يناير وذلك بتقديم نورييغا للمحاكم الأمريكية بتهمة الإتجار بالمخدرات، واضعة بذلك حد للديكتاتورية العسكرية في بنما.

## عصر الديمقراطية

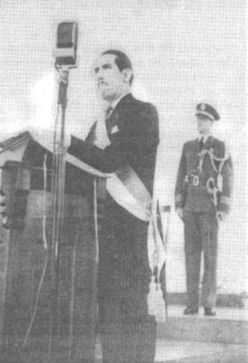
الرئيس أرنولفو أرياس مدريد يلقي خطاب تنصيبه في الأول من أكتوبر عام 1940

تولي غييرمو إندارا رئاسة الجمهورية في مكان غير معلوم أثناء الغزو، وشغل ريكاردو آرياس وغييرمو فورد منصب نائب الرئيس الأول ونائب الرئيس التاني على التوالي. كان من المحتمل أن يفوز إندارا بالانتخابات السابقة في السابع من شهر مايو عام 1989، والتي أُلغيت من قِبل النظام العسكري بقيادة مانويل أنطونيو نورييغا. نظراً لذلك شغل عضو الحزب الثوري الديمقراطي فرانسيسكو رودرغيز بوفيد منصب الرئاسة بشكل مؤقت.
قامت المحكمة الانتخابية بعمل استطلاع جديد، وكانت نتيجة مراكز الاقتراع 83.1%، 62.5% من الأصوات لصالح إندارا في مقابل 24.9% لصالح كارلوس ألبيرتو دوكي خاين الذي دعمه تحالف التحرر الوطني الموالي للحكومة، ويتألف من الحزب الديمقراطي الثوري والحزب الليبرالي والحزب الوطني للعمال وغيرهم. بعد هذه الشهادة تم اعلان زعيم الحزب الأرنولفي كرئيس للبلاد وتم التحقق من صحة تنصيبه بأثر رجعي.
أصدرت حكومة الرئيس أندارا قرار تنفيذي بإعادة جهاز الشرطة في 10 فبراير عام 1990. وفقا لهذا القرار، تم إلغاء قوات الدفاع البنمية بأثر رجعي في 22 ديسمبر 1989 وبدلا منها الشرطة الوطنية، وخدمة البحرية الوطنية، وتم إنشاء الخدمة الجوية الوطنية، وخدمة حماية المؤسسات. وجاء في استفتاء 15 نوفمبر 1992 بعض الإصلاحات الدستورية التي تضمنت إلغاء الجيش، وهو ما عارضه ما يقرب من 60% من الأصوات، لكن المجلس التشريعي القديم وافق على إلغاء الجيش وحمل هذا القرار الأمة للمرة الاولي إلى عملية انتخابية شفافة في 1994، حيث فاز مرشح المعارضة الدكتور إرنستو بيريز باياداريس، الذي نجح في استعادة السلطة السياسية المفقودة عام 1989 من خلال مجموعة من التحالفات الداخلية لحزب الثورة الديمقراطي. وقد فاز فقط ب 33% من الأصوات بسبب عدم وجود إعادة للانتخابات خارج البلاد وأيضا بسبب وجود سبعة مرشحين للرئاسة.
تتصف فترة الحكم بين (1994-1999) بالإصلاحات المكثفة لدولة بنما، حيث بدأها إندارا وكملها بيريز باياداريس. شملت هذه الإصلاحات خصخصة المؤسسات التي تقدم الخدمات العامة مثل الطاقة والاتصالات، والتي تم تأميمها من نفس الحزب في الستينات، ومؤسسات للعب القمار وموانئ كريستوبال ومانزانيلو على ساحل المحيط الأطلسي وبالبوا على المحيط الهادئ، والأسمنت الدولي والسكك الحديدية، ومن بين الأمور الأخرى برنامج التكيف الاقتصادي وإصلاح سوق العمل الذي يرخص عملية فصل عامل لصالح أصحاب العمل.
تبعد هذه السلسلة من التيارات الليبرالية الجديدة عن الحس الديمقراطي والاجتماعي للحزب وفضلت الفردية على المساواة في توزيع الثروة، ونشأت نقطة تحول لظهور نظريات سياسية جديدة داخل حزب الثورة الديمقراطي، وتدخلت الديمقراطية في معظم المجموعات السياسة في البلاد.
شملت سلسلة التغيرات الدستورية اقتراح مفاداه أن رئيس بنما لدية فرصة في إعادة انتخابه لفترة ولاية ثانية إذا أراد الشعب، في الاستفتاء الذي أجري في وقت لاحق، صوت 63.8٪ من السكان ضد الاقتراح واعتبر الرفض كمعاقبة لحكومة الرئيس إرنستو بيريز باياداريس.
فازت ميريا موسكوسو أرملة الرئيس السابق أرنولفو آرياس في انتخابات عام 1999، لتصبح أول امرأة تتولى الرئاسة في الحكومة البنمية في 31 ديسمبر 1999، والتزمت بمعاهدة توريخوس-كارتر، ثم تولت جمهورية بنما السيطرة الكاملة على قناة بنما.
فاز مارتن توريخوس إسبينو بانتخابات مايو 2004، وهو ابن الجنرال عمر توريخوس. خدم من سبتمبر العام نفسه، حتى 30 يونيو 2009.
فاز ريكاردو مارتينيلي في انتخابات مايو 2009، وهو رجل أعمال ومليونير. فاز بنسبة 61% على بالبينا هيريرا وغييرمو إندارا. تولي منصب إدارة الحكومة من يوم 1 يوليو 2009 وحتي يوم 1 يوليو 2014. فيما يترأس خوان كارلوس فاريلا منصب الرئيس الحالي لجمهورية بنما.